# Histórias de Eneias (Carracci)
As Histórias de Eneias (em italiano:  Storie di Enea) são um conjunto de afrescos dos artistas italianos da chamada Escola de Bolonha e membros da família Carracci, Annibale, Agostino e Ludovico, respectivamente irmãos e primo, que se destinaram a decorar o topo das paredes de uma das salas do Palazzo Fava, em Bolonha, onde ainda se encontram.
É incerta a data de execução da obra que as apreciações mais recentes colocam nos primeiros anos da última década do século XVI. Os afrescos mantêm-se em condições de conservação bastante comprometidas, apenas parcialmente melhoradas por restauros recentes.
O friso está dividido em doze cenas narrativas extraídas dos livros II e III da Eneida. As paredes largas abrigam quatro episódios e as curtas dois episódios. São os seguintes os doze episódios:
- Sinone aprisionado
- O Cavalo de Troia
- Luta em torno de Cassandra
- Vénus ajuda Eneias
- Eneias abandona o palácio
- Eneias foge de Troia em chamas
- Eneias e a sombra de Creusa
- Sacrifício a Apolo
- Sacrifício a Neptuno
- A mesa dos Troianos contaminada por harpias
- Eneias avista Itália
- Polifemo ataca a frota dos Troianos

## História
Após os frisos Histórias de Jasão e Medeia e de Júpiter e da Europa, este é o terceiro empreendimento decorativo encomendado aos Carracci pelo conde Filippo Fava para o seu Palazzo Fava bolonhês.
De acordo com a história de Carlo Cesare Malvasia (Felsina pittrice, 1678), esta terceira encomenda teria sido confiada apenas a Ludovico Carracci. O historiador bolonhês diz que o conde Fava teria sido influenciado negativamente pelas críticas feitas, em particular por Bartolomeo Cesi, ao friso de Jasão e Medeia, juízos negativos que apenas teriam poupado as partes do ciclo dos argonautas devido a Ludovico Carracci. Daí a decisão de Fava de excluir desta terceira encomenda Annibale e Agostino. Segundo o relato de Malvasia,  Ludovico no entanto, teria igualmente envolvido os seus primos, e em particular Annibale, a quem teria confiado clandestinamente a execução de três painéis do friso, mas sem especificar quais teriam sido esses três afrescos.

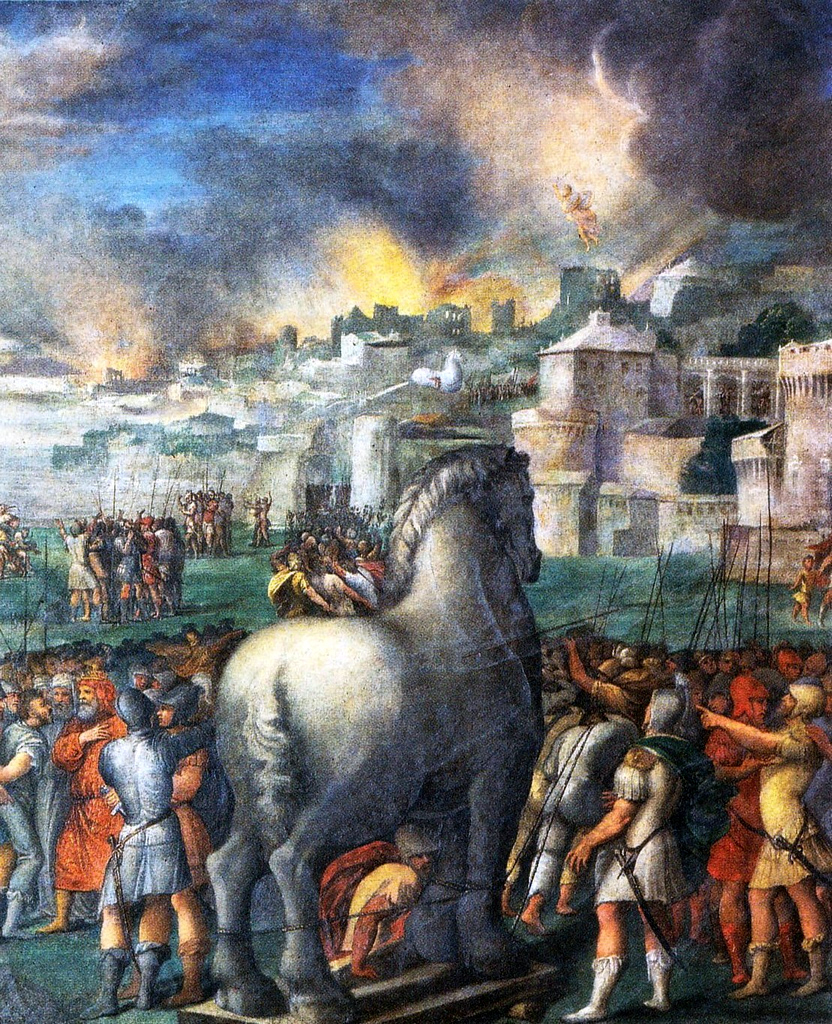
O Cavalo de Troia (c. 1540), de Niccolò dell'Abbate, na Galleria Estense, em Modena

É controversa a data de realização das Histórias de Eneias. Malvasia relata que a sua execução foi iniciada imediatamente após a conclusão do friso de Jasão que foi completado em 1584. Alguns historiadores modernos, aceitando a versão de Malvasia, datam portanto o friso virgiliano por volta de 1585. Outros estudos, no entanto, apontam para alguns anos mais tarde este ciclo, seja com base em aspectos estilísticos, seja por considerarem que no Palazzo Fava há outras três salas decoradas igualmente com histórias tiradas da Eneida.
A decoração destas outras três salas são devidas uma delas a Francesco Albani, aluno dos Carracci, outra também a um discípulo deles desconhecido e a terceira a Bartolomeo Cesi, constituindo um continuum com a sala com os afrescos de Ludovico, Agostino e Annibale. É essencialmente um único ciclo virgiliano, dividido em tantos "capítulos", quantas as salas do Palazzo Fava dedicadas aos eventos narrados na Eneida.
Como os outros três frisos virgilianos podem certamente ser colocados na última década do século XVI, parece plausível que também o dos Carracci seja colocado neste mesmo período de tempo (parecendo improvável que a decoração das quatro salas do Palazzo Fava dedicada ao herói troiano - o resultado de um projeto unificado - pode ter levado dez anos ou mais). Consequentemente, a datação actualmente mais seguida para o friso com as Histórias de Eneias é a do início dos anos noventa do século XVI.
De qualquer forma, permanece incerto se o terceiro ciclo do palácio de Fava segue ou precede as Histórias da fundação de Roma do Palazzo Magnani, a obra-prima coletiva dos Carracci em Bolonha, também datada de 1590-91.

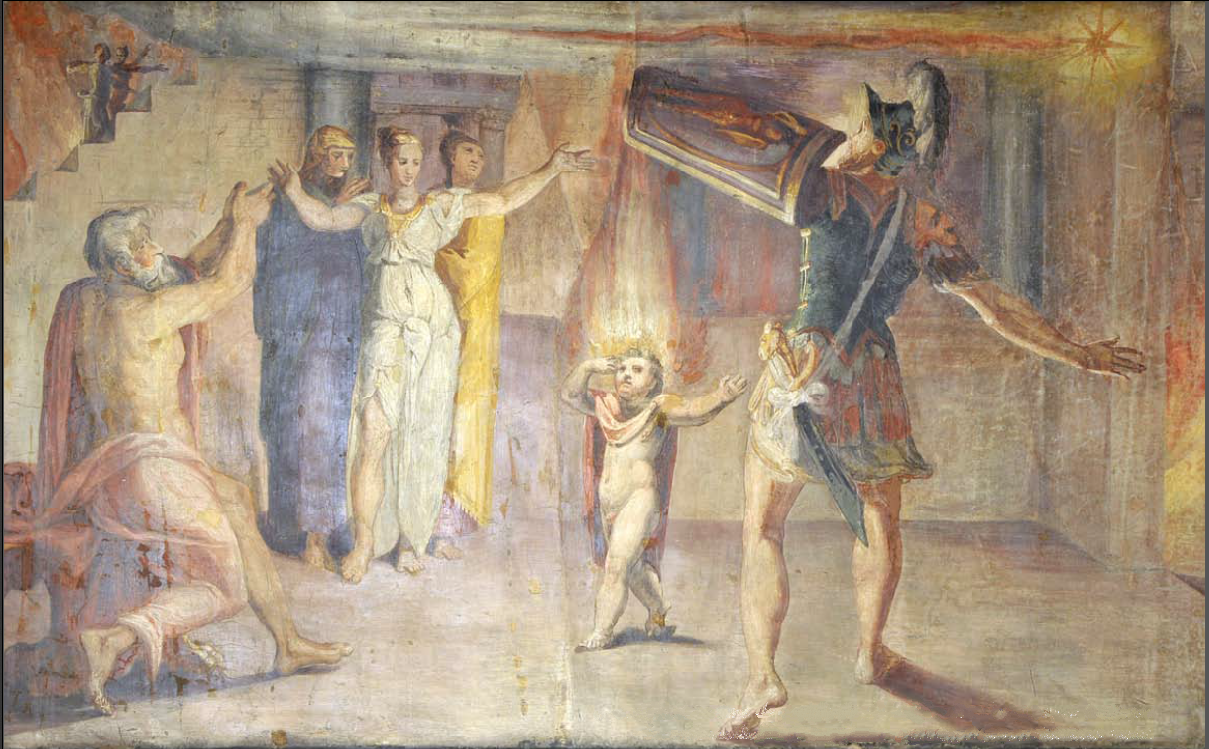
Um prodígio convence Anquises a seguir Eneias na fuga de Troia (c. 1550), de Seguidor de Niccolò dell'Abbate, Palazzo Leoni, Bolonha

A datação mais tardia poderá, por outro lado, explicar de forma mais convincente na história de Malvasia, neste ponto talvez não muito credível, o papel proeminente de Ludovico no empreendimento, no entanto, também reconhecido pelos críticos modernos. No início dos anos noventa do século XVI, na verdade, Annibale já era um pintor reconhecido, totalmente autónomo do primo mais velho e empenhado em encomendas importantes que muitas vezes o levam para fora de Bolonha. Assim como Agostino na época já era um gravador estabelecido,  atividade que também o mantém longe da cidade natal, especialmente em Veneza, onde constituiu família. Ludovico dos três foi o mais sedentário e talvez por isso tenha desempenhado um papel maior no terceiro friso pago pelo Conde Fava.
Dos doze painéis com os eventos de Eneias, nove serão obra de Ludovico, três de Aníbal, enquanto a contribuição de Agostinho é mais incerta e talvez esteja concentrada na criação de atlantes pintados monocromaticamente que intercalam os episódios narrativos.
O tema tratado já teve precedentes significativos na pintura local, incluindo os afrescos de Niccolò dell'Abbate feitos anteriormente para a Rocca dei Boiardo em Scandiano (mais tarde destacados e agora na Galeria de Modena), que são uma das representações pictóricas mais antigas extraídas da Eneida que se conhecem, e depois para o Palazzo Leoni, em Bolonha, este último talvez um trabalho de oficina.
As representações de episódios individuais do poema vergiliano já haviam surgido há algum tempo, mas a partir da quarta década do século XVI em diante, especialmente no norte da Itália, afirmou-se o uso de criar ciclos monumentais a narrar os eventos do herói troiano. Niccolò dell'Abbate, em Emilia, foi um dos iniciadores deste fenómeno artístico.

## O friso dos Carracci

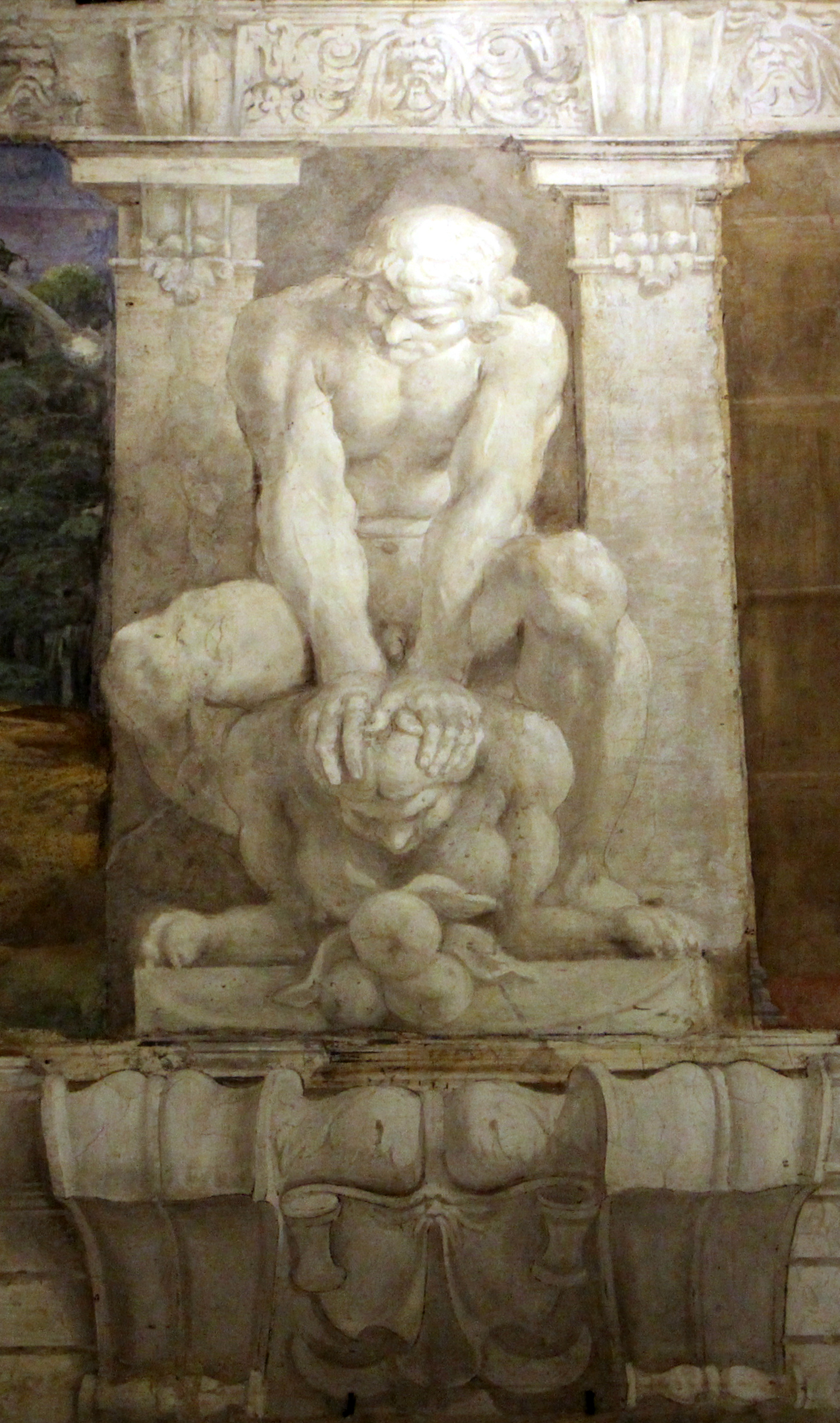
Um dos grupos de atlantes

A narrativa começa na parede longa virada a oeste e continua no sentido anti-horário. Sob cada cena há um rolo com um lema latino que resume o seu significado (um elemento que também é idêntico nas Histórias da fundação de Roma. Geralmente estes aforismos são traduções de versos da Eneida, mas em alguns casos são citações literais do poema.
Os afrescos estão colocados imediatamente abaixo do teto da sala e como que assentam num entablamento ilusionista. Cada cena é emoldurada por uma moldura de mármore falsa que na parte superior é ricamente decorada.
Os episódios narrativos individuais são separados uns dos outros por oito grupos de atlantes pintados, colocados em falsas prateleiras salientes, compostas de um guerreiro nu que subjuga uma harpia. O tema desses grupos está, portanto, ligado a uma das cenas narrativas do friso, onde os Troianos lutam contra estas terríveis criaturas aladas. O monocromatismo com que são representados e a sua projeção ilusionista criam o efeito visual de esculturas encostadas na parede.
Nos cantos das paredes, dado o menor espaço disponível, no lugar do complexo grupo guerreiro/harpia, há putti mais simples segurando os escudos nos quais estão representados símbolos heráldicos.
No ornamento do lado alto da moldura de mármore falsa, entre volutas de motivos vegetais, podem ver-se máscaras com características grotescas: é um elemento que se encontra, ainda mais nítido, nas já mencionadas Histórias da fundação de Roma e, em seguida, totalmente desenvolvido no tecto da Galleria Farnese, obra-prima romana de Annibale Carracci.
O estado de conservação dos afrescos, especialmente em algumas partes, é bastante precário. Entre as causas que contribuíram para a deterioração das pinturas esteve também a reconstrução da armação do teto (que ocorreu em data não conhecida), que atingiu principalmente os atlantes (nas paredes longas, em particular, a fixação das vigas levou à destruição no afresco da cabeça dos guerreiros).
Desconhece-se quem teve a ideia do ciclo: o conhecimento minucioso da Eneida que ele pressupõe (também através das inscrições das cartelas) sugere que se tratou de um homem de letras, sendo menos provável (mas não impossível) que a definição iconográfica do friso tenha sido decidida autonomamente pelos pintores. Sonia Cavicchioli é a favor da atribuição a um homem de letras, actualmente desconhecido, da ideia iconográfica dos afrescos, enquantonClare Robertson considera plausível que tenham sido os próprios Carracci a projetar o conteúdo decorativo do ciclo.

### Sinone aprisionado

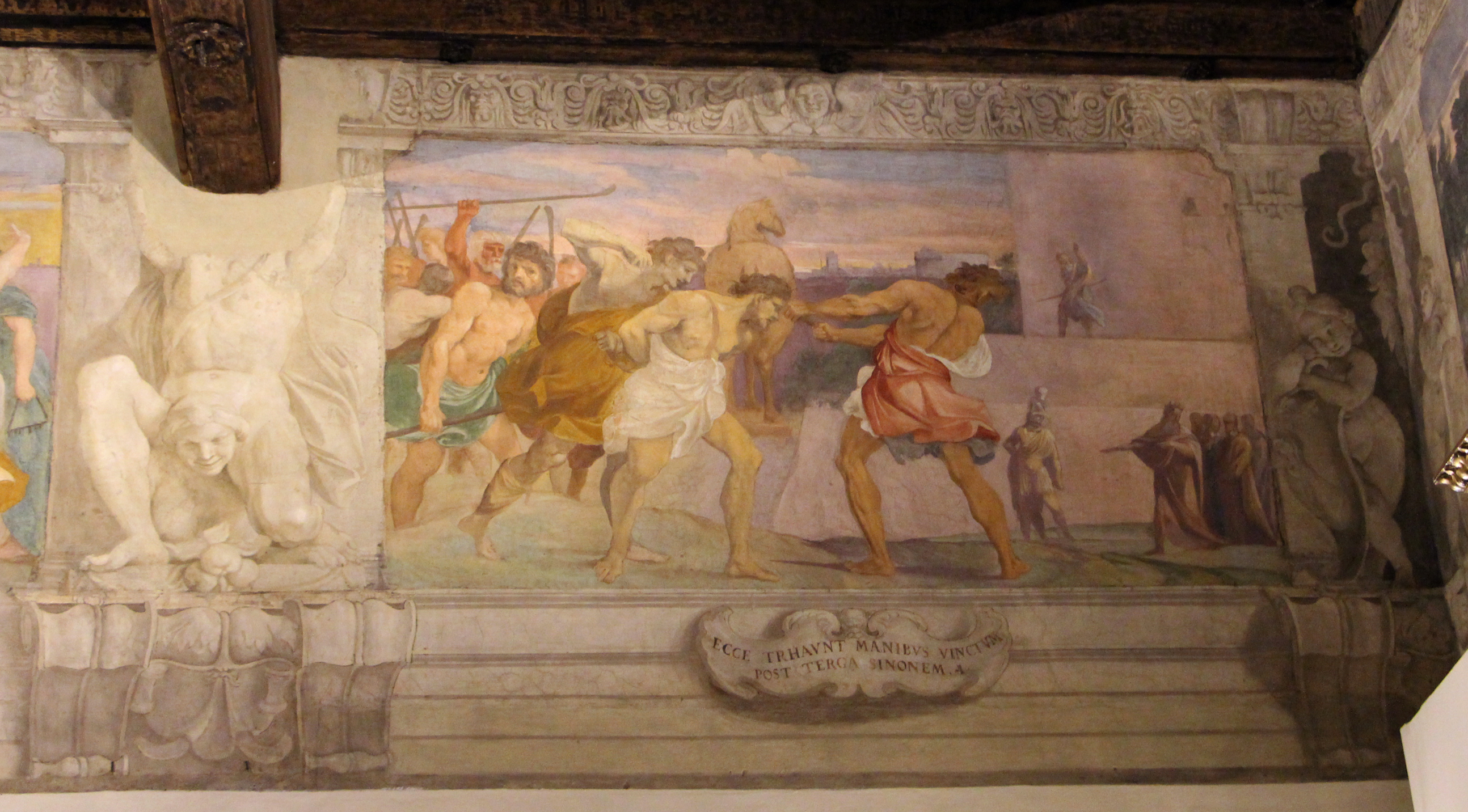
Sinone aprisionado

O primeiro episódio do friso retrata o evento culminante do engano pelo qual os gregos conquistam Troia, após tantos anos de luta inútil. Os Dánaos fingem abandonar o acampamento e deixam na praia um imenso cavalo de madeira. Os troianos questionam a natureza desse objeto insólito e logo Laocoonte adverte sobre o perigo que dele advém: Timeo Danaos et dona ferentes (Temo os gregos mesmo quando trazem presentes).
Nesse momento, como se vê no afresco de Ludovico, um grupo de soldados troianos captura o grego Sinone arrastando-o na cena. Este, com palavras enganadoras hábeis, convence os troianos a levar o cavalo para dentro da cidade. Isto levará à ruína deles: não apenas há guerreiros gregos escondidos dentro dele, incluindo Ulisses, que no momento combinado irão atacar, como para levar o enorme cavalo para a fortaleza do rei Príamo também será necessário abrir uma brecha nas muralhas de Troia prejudicando a sua defesa.

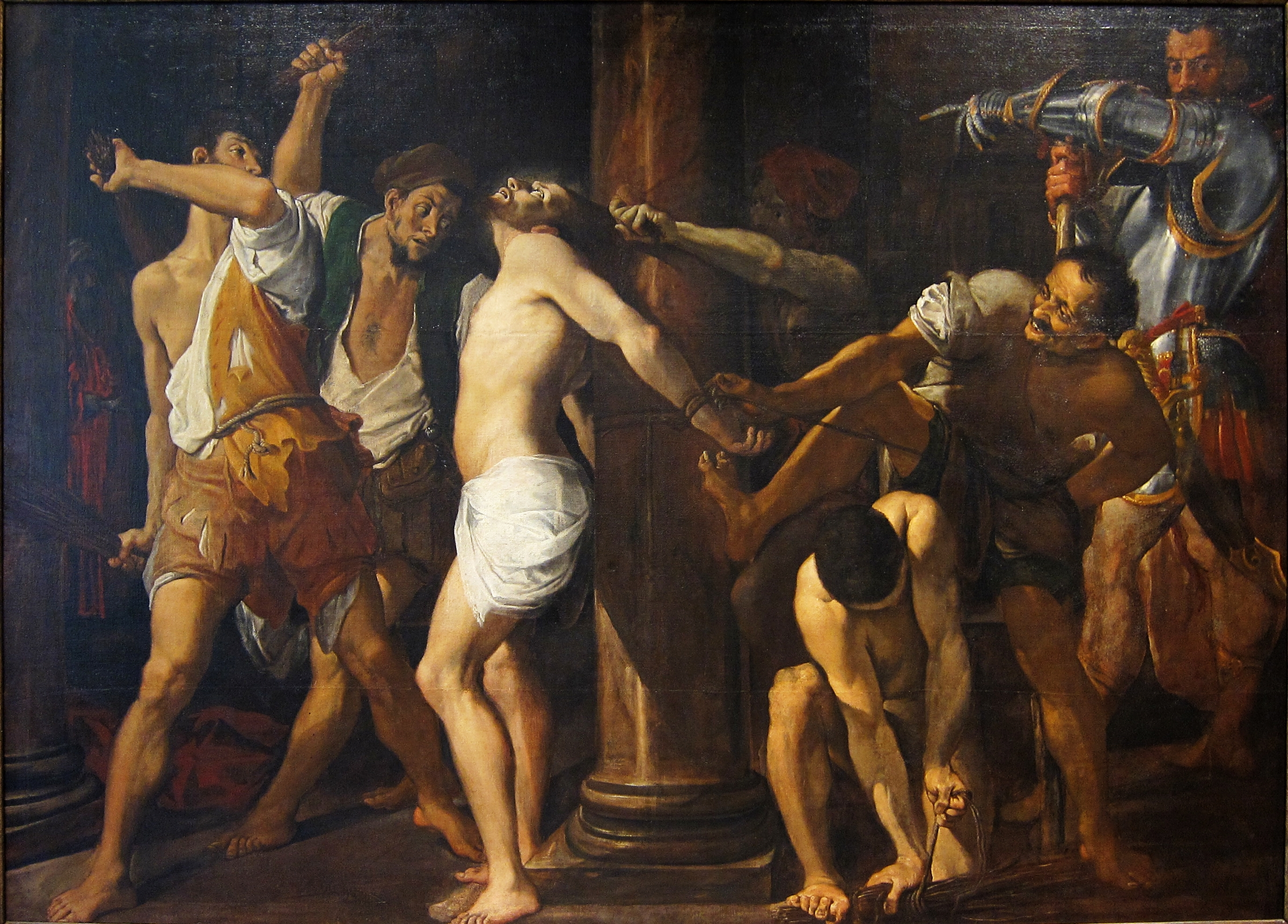
Flagelação (1589-1591), Ludovico Carracci, no Museu de la Chartreuse, Douai

A cena e dominada pelo grupo dos soldados em primeiro plano que conduzem Sinone em direção a Príamo e seus seguidores, visíveis, em fundo, à direita. Ainda em fundo, num alto, vê-se Laocoonte que parece brandir uma lança, a lança lançada pelo sacerdote contra o cavalo, gesto que lhe custará o terrível castigo de Minerva, partidária dos gregos.
Na acentuada tensão muscular e na violência dos gestos que caracterizam o grupo de Sinone e dos troianos que o aprisionaram, encontra-se semelhança com a Flagelação de Douai, uma das obras-primas reconhecidas de Ludovico Carracci.
Na cartela sob a cena pintada lê-se: «ECCE TRHAVNT MANIBUS VINCTVM POST TERGA SINONEM» ("Aqui, eles arrastam Sinone com as mãos amarradas nas costas").

### O Cavalo de Troia

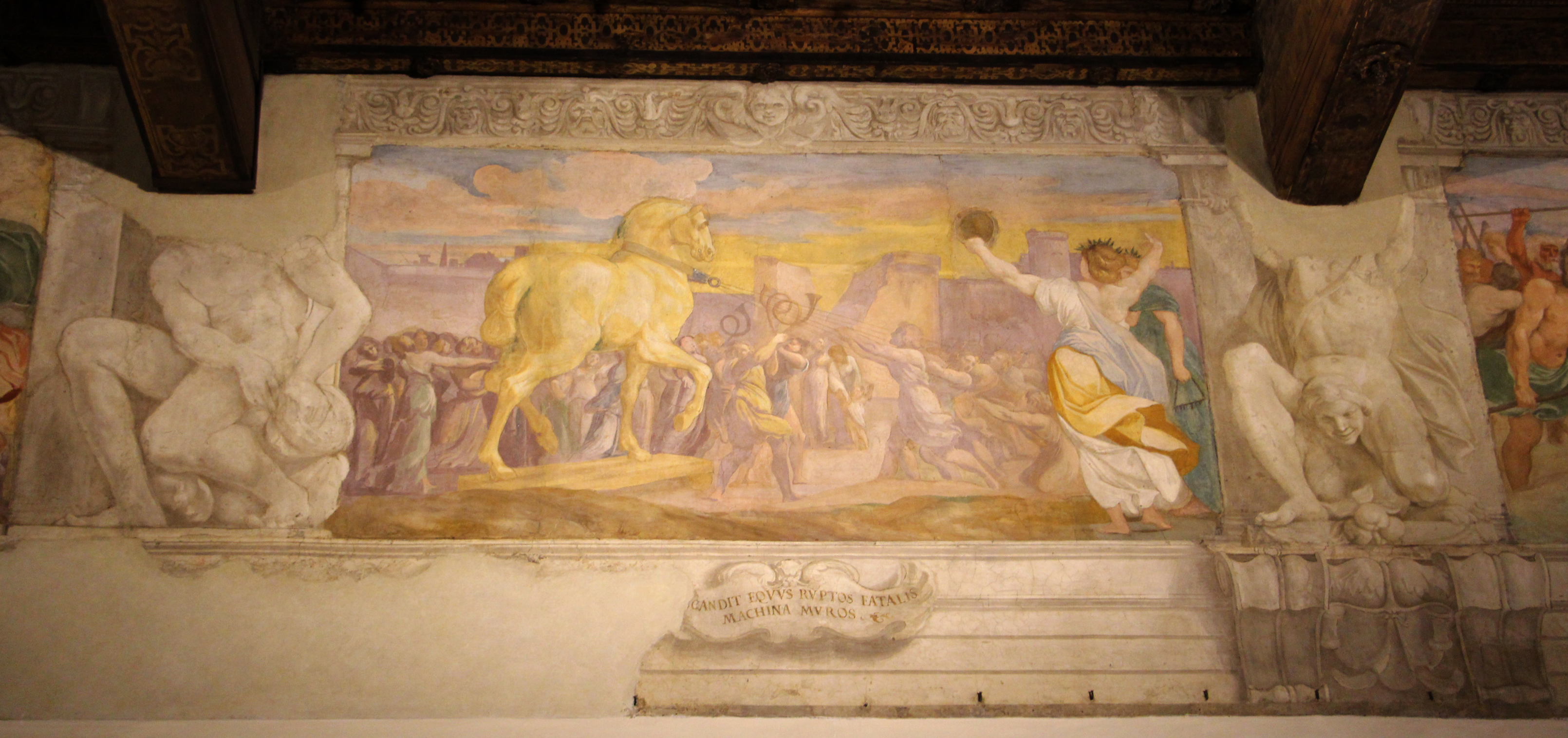
O Cavalo de Troia

Os troianos, enganados por Sinone, são mais ainda enganados pelo prodígio da morte de Laocoonte e dos filhos dele, esmagados pelas cobras marinhas enviadas por Minerva. Os súbditos de Príamo, na verdade, interpretam este evento como uma punição divina pela desconfiança de Laocoonte e então decidem, sem mais demora, trazer o cavalo para a cidade.
O evento é representado, novamente por Ludovico, com total adesão ao texto vergiliano (II, 234-240). O cavalo é colocado numa carroça com rodas e puxado com cordas, enquanto em volta todos os meninos e meninas cantam em coro. O cortejo avança em direção à cidade em cujas paredes se vê uma grande brecha.

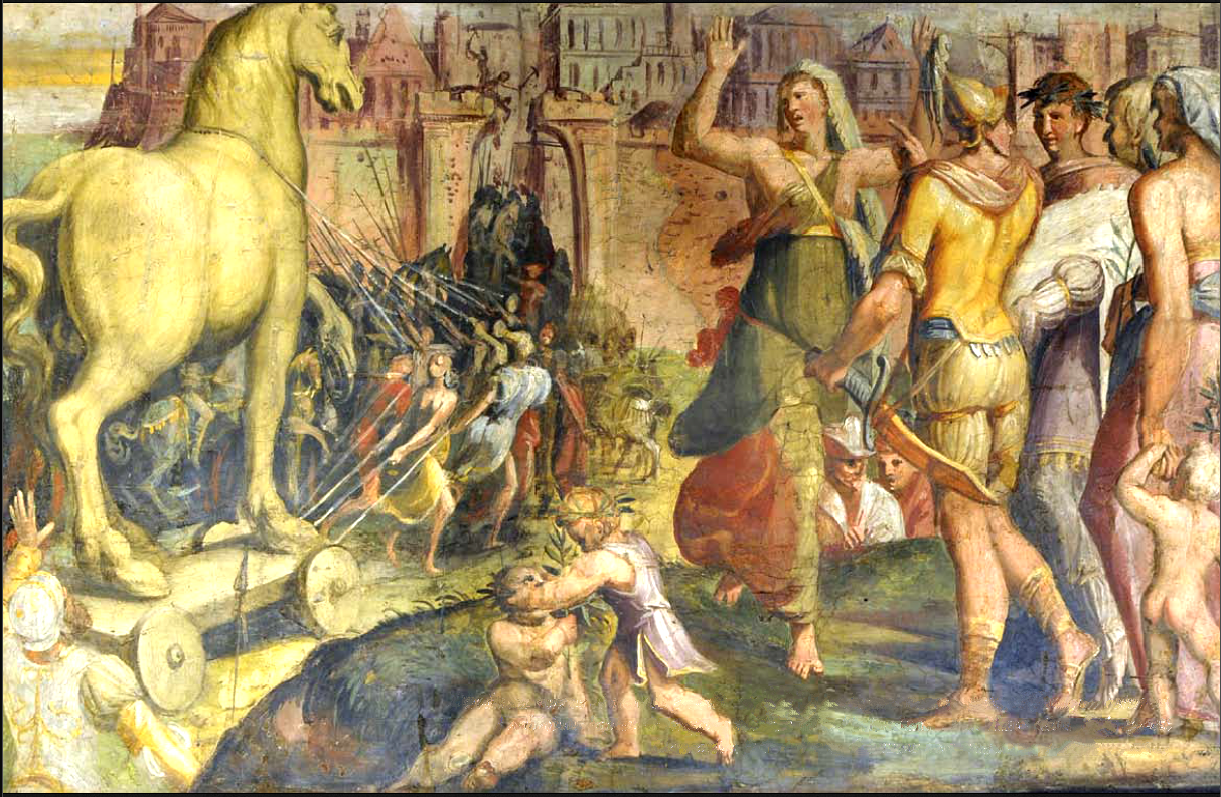
O Cavalo de Troia (c. 1550), oficina de Nicolò dell'Abate, Palácio Leoni, Bolonha. Ao centro está Cassandra que alça os braços ao céu

Uma moça dança em primeiro plano, à direita, e toca um pandeiro. Malvasia supõe que essa figura animada pela fúria pode ser Cassandra, filha de Príamo e dotada de poderes divinatórios, que, como Laocoonte, intuiu a grave armadilha que representa o cavalo deixado pelos gregos. O fato da moça ter a mesma intenção dos outros jovens talvez não apoie esta interpretação, ainda que o vincado primeiro plano e o isolamento da figura possam sugerir que não é nenhuma das dançarinas do cortejo.
Na verdade, a representação de Cassandra enquanto o cavalo é levado para a cidade pertence a uma tradição consolidada que parte das ilustrações gráficas da ópera de Vergílio, por exemplo, nas xilogravuras que acompanham o comentário das suas obras por Sebastian Brant (1502), e que também se encontram nos afrescos mencionados do círculo de Nicolò dell'Abate no Palazzo Leoni, em Bolonha.
Precisamente este precedente, para além da presença, ou não, de Cassandra neste afresco do Palazzo Fava, parece mostrar uma afinidade compositiva geral com o afresco dos Carracci, do qual pode ter sido um modelo.
Na cartela lê-se:«[S]CANDIT EQVVS RVPTOS FATALIS MACHINA MVROS» ("O cavalo, máquina de guerra fatídica, sobe em direção às paredes quebradas").

### Luta em torno de Cassandra

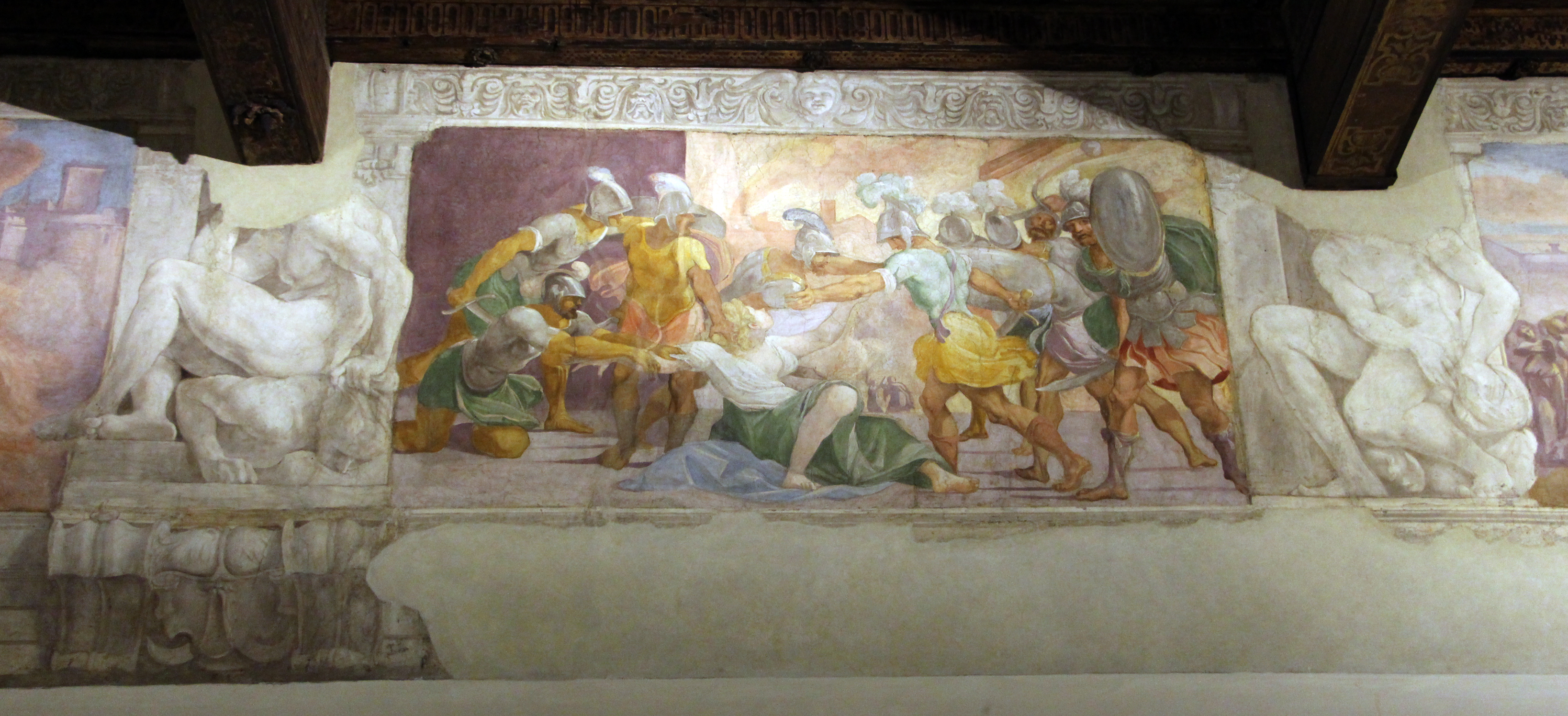
Luta em torno de Cassandra

Troia está agora à mercê do ataque dos Gregos e neste afresco é representado um dos eventos mais trágicos da noite que marca a queda final da cidade dos Dardanis (II, 402-403). Ájax encontrou Cassandra no templo de Minerva e depois de tê-la estuprado arrasta-a para longe. O troiano Corebo indignado com o que vê corajosamente lança-se ao ataque para salvar a sacerdotisa. Juntam-se outros guerreiros, tanto troianos como gregos, dando-se um confronto furioso no qual muitos encontram a morte, como o próprio Corebo. No final, Cassandra é resgatada.
A cartela perdeu-se devido a uma queda de gesso, sendo conhecido graças à transcrição feita por Malvasia na Felsina pittrice: «CRINIBVS E TEMPLO TRAHITVR PRIAMEIA VIRGO» ("A filha virgem de Príamo é arrastada para fora do templo pelos cabelos").

### Vénus ajuda Eneias

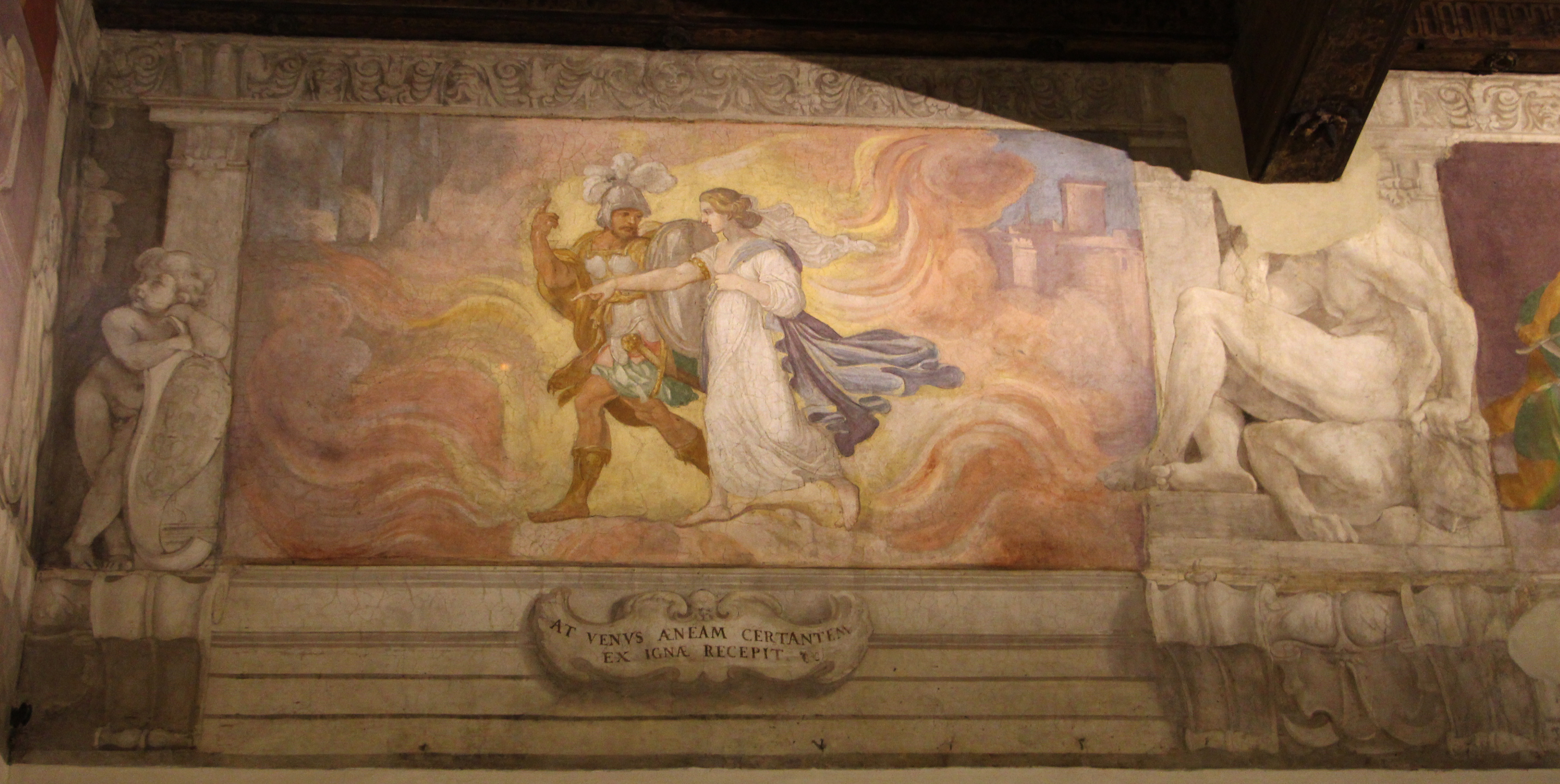
Vénus ajuda Eneias

A batalha continua e Eneias toma parte na defesa do palácio de Príamo. A resistência é vã e os gregos prosseguem o massacre, matando o velho rei de Ílio. Eneias está agora sozinho e é tomado pela angústia do destino de seus familiares desamparados. Enquanto tenta deixar o palácio real em chamas, vê Helena, a causa do desastre de Troia. É tomado pelo desejo de matá-la, mas nesse momento aparece-lhe Vénus, a divina mãe dele, que o dissuade desse propósito e lhe lembra a necessidade de acorrer em defesa da sua família. Vénus então, com um encanto, subtrai Eneias do fogo e dos inimigos e leva-o ileso para sua casa.
Nenhum elemento identifica a natureza divina de Vénus: o caracter sobrenatural do evento é dado apenas pelas vistosas línguas de chama pelas quais, pela vontade da deusa, até mesmo o mortal Eneias se move ileso.
O comentário sujacente é: «AT VENVS ÆNEAM CERTANTEM EX IGNÆ RECEPIT» ("Mas Vénus livrou o guerreiro Eneias do fogo").

### Eneias abandona o palácio

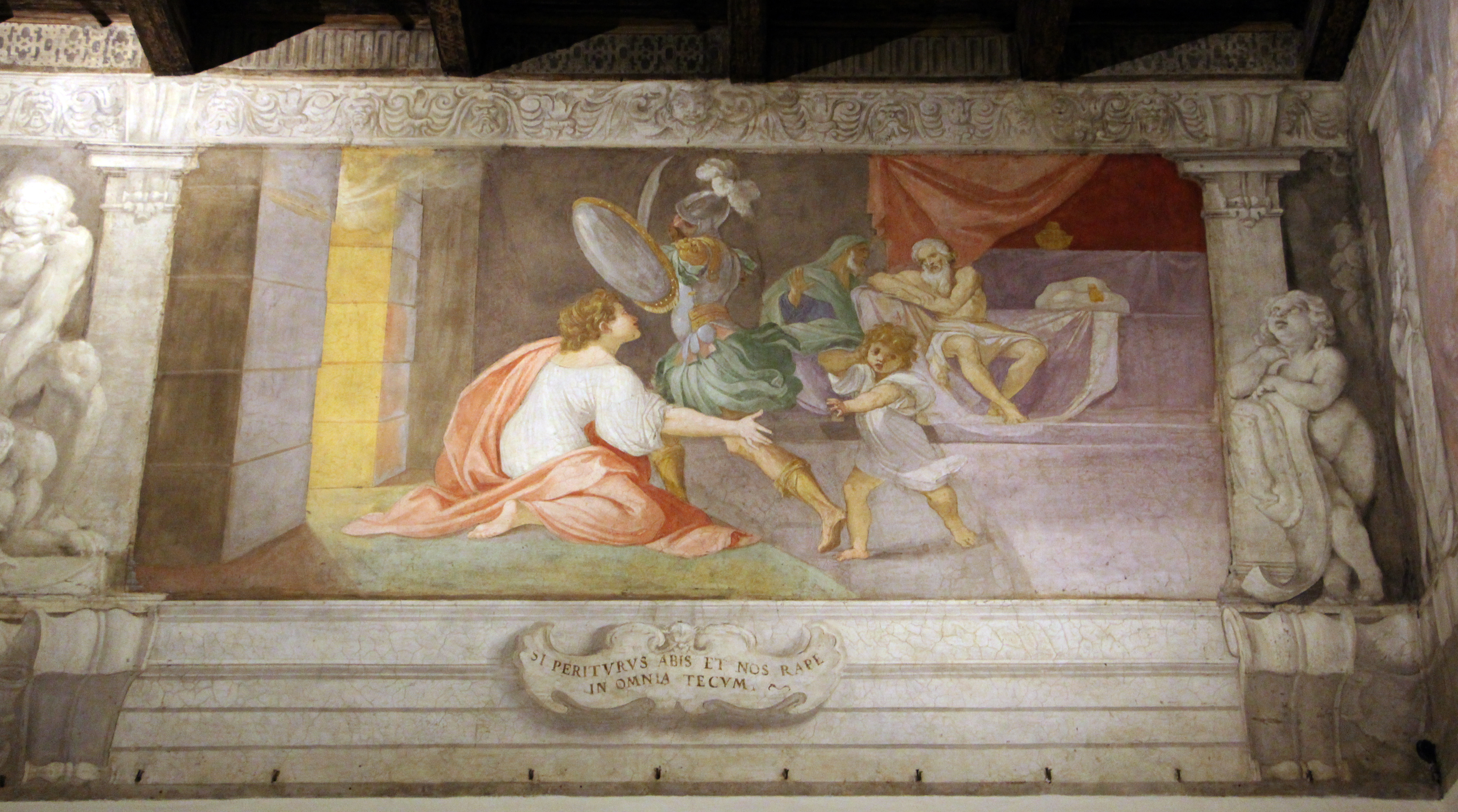
Eneias abandona o palácio

Regressado a casa, Eneias imediatamente quer fugir da cidade com toda a sua família. O pai dele, Anquises, o velho semi-nu que está sentado em fundo, no entanto, opõe-se firmemente à ideia de segui-lo: não quer deixar a sua terra e não se importa em ser morto pelos gregos. Pelo contrário, ele se define como já enterrado (positum) e a isto talvez se refira a sua representação que parece recordar um ritual fúnebre (ou talvez a intenção de cometer suicídio ).
Por sua vez, Eneias recusa-se a deixar ali o pai idoso e não vê nada além de pegar em armas novamente, voltar para as ruas de Troia e retomar a luta contra os Aqueus que agora se aproximam: da porta à esquerda já se vêem entrar o brilho e a fumaça do incêndio desencadeado pelos invasores.
A sua esposa Creusa implora-lhe então que não a deixe e ao pequeno Ascânio, o filho de Eneias, novamente sozinhos e indefesos. O lema subjacente ao afresco é justamente o apelo que Creusa lança ao seu esposo: «SI PERITVRVS ABIS ET NOS RAPE IN OMNIA TECVM» ("Se fores morrer, leva-nos contigo aonde quer que vás"), verso da própria Eneida (II, 675).
Uma chama desponta da cabeça de Ascanio: um detalhe que alude ao evento prodigioso que vencerá a imobilidade de Anquises.

### Eneias foge de Troia em chamas

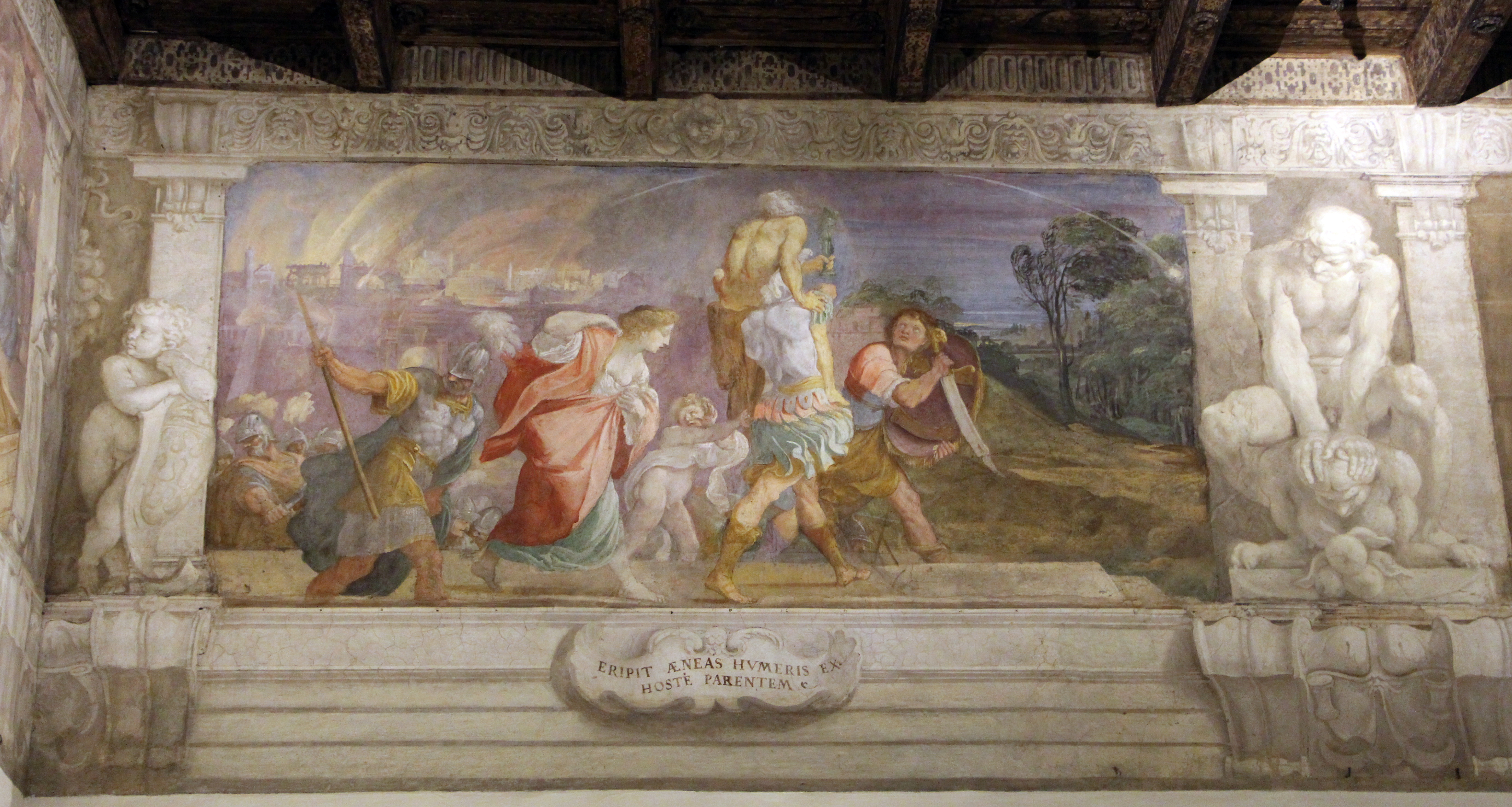
Eneias foge de Troia em chamas

Imediatamente após o apelo de Creusa ocorre o prodígio anunciado no quadro anterior: a cabeça de Ascânio é envolta pelas chamas, que no entanto não lhe causam qualquer dano, e então aparece na sala uma estrela cometa que indica o caminho a seguir. O evento milagroso convence Anquises a seguir o resto de sua família para o exílio.
Eneias carrega nos ombros o pai idoso que leva consigo a estatueta de Penates, e com Creusa e Ascânio deixa a cidade queimada pelos gregos. Juntamente com outros troianos que se juntam a eles, eles vão para o templo de Ceres, localizado fora dos muros da cidade.
No fundo, à esquerda, há a visão de Troia envolvida pelo clarão do fogo que a devora, enquanto o céu está sulcado pelo cometa que indica o caminho da salvação.
Na cartela lê-se: «ERIPIT ÆNEAS HVMERIS EX HOSTE PARENTEM» ("Eneias afasta o seu pai dos inimigos, carregando-o nos ombros").

### Eneias e a sombra de Creusa

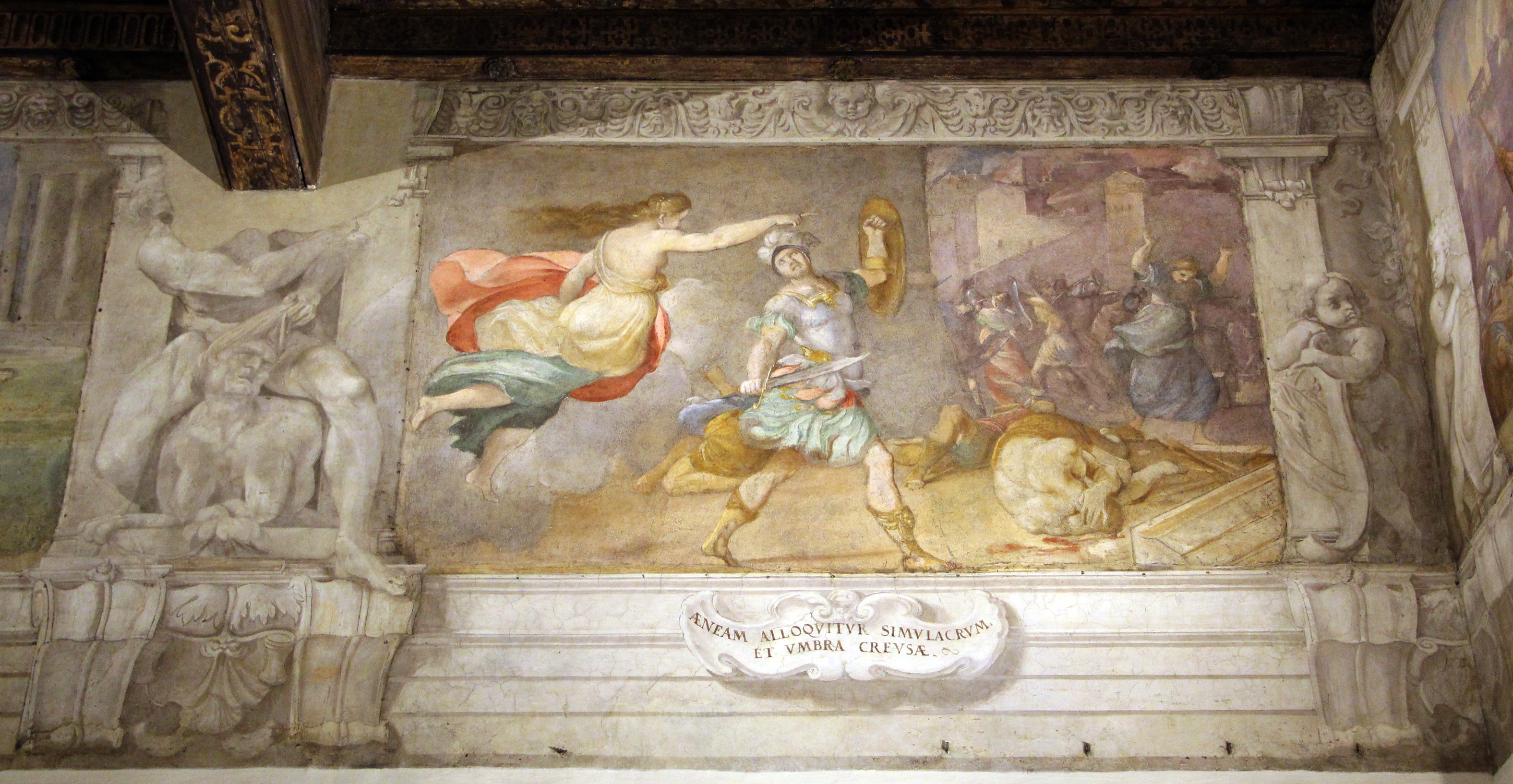
Eneias e a sombra de Creusa

Na excitação da fuga de Troia, Creusa desaparece. Quando chega ao templo de Ceres, Eneias é tomado pelo desespero pela perda da esposa. Então ele decide voltar para Troia para encontrá-la.
A visão que o acolhe quando cruza a porta da qual ele fugiu é assustadora: Troia foi devastada e invadida, mulheres e crianças foram feitas prisioneiras. Enquanto observa com consternação o triste fim do seu país, Creusa aparece a Eneias transfigurada numa imagem sobrenatural. A esposa tranquiliza-o: ela não foi morta pelos seus inimigos, mas levada por Cibeles para o outro mundo. Creusa continua pedindo a Eneias que retome a sua fuga e prevê a chegada à esperia terra(a Itália) e ao reino que ali ele fundará.
No afresco, podemos ver Eneias que, seguindo o sinal que indica a sua esposa, abandona a cidade pela segunda e última vez, enquanto o massacre continua.
O lema que descreve o que se vê na pintura: «ÆNEAM ALLOQVITVR SIMVLACRVM ET VMBRA CREVSAE» ("Um fantasma, a sombra de Creusa, dirige Eneias").

### Sacrifício a Apolo

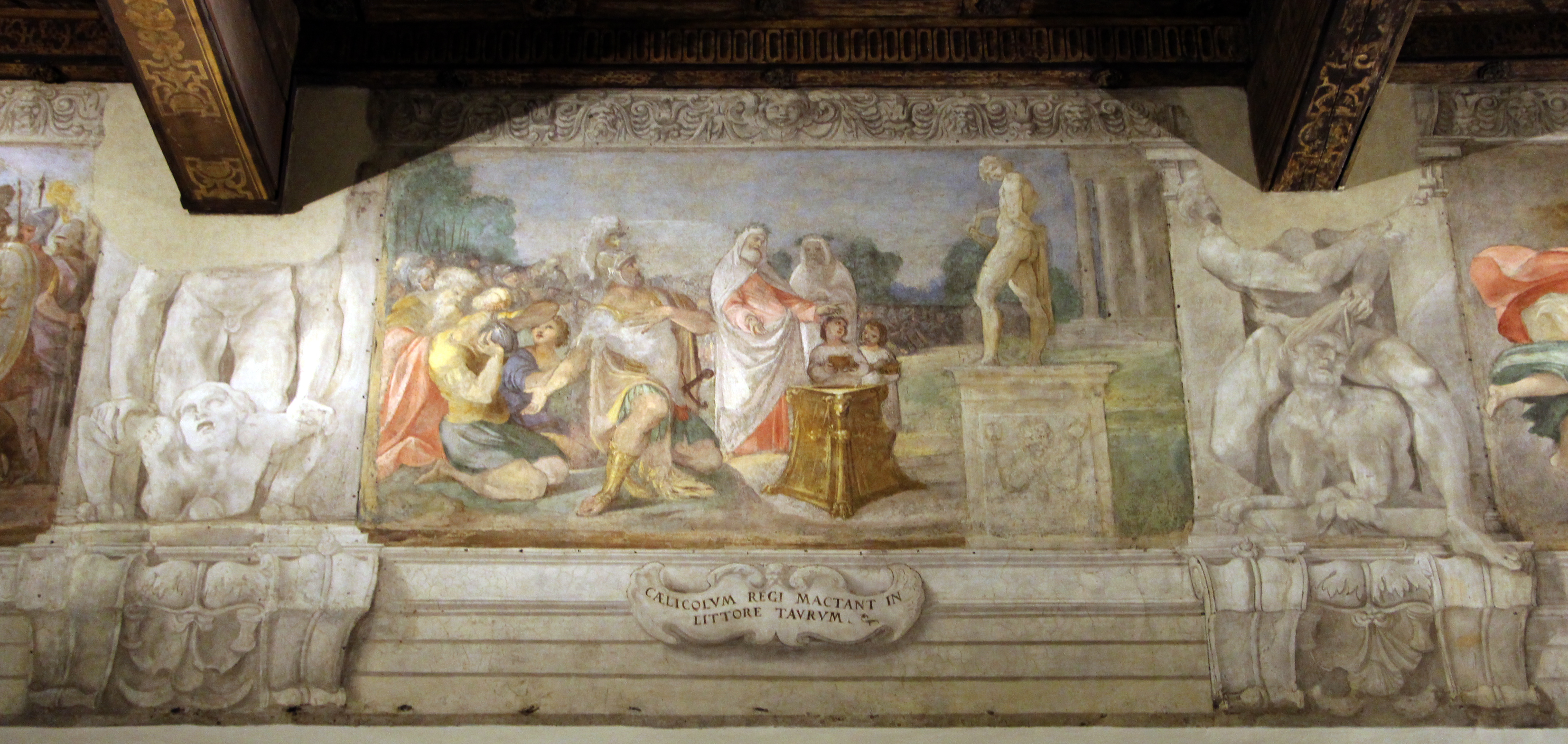
Sacrifício a Apolo

Deixando Troia para sempre, Eneias e seus seguidores começam a sua peregrinação. Aqui (omitindo algumas das etapas iniciais da viagem dos Troianos para uma nova pátria) a cena acontece em Delos, a ilha sagrada para Apolo.
Chegado ao templo do deus, Eneias implora que lhe seja indicada a meta para onde deve dirigir-se para fundar uma novo Troia. A invocação é aceite, mas as palavras de Apolo não são muito claras: diz que ele deve ir para a terra de onde, num passado remoto, os ancestrais dos Teucri se mudaram para Trôade, mas não disse de qual lugar se trata. De facto, Anquises interpreta mal o oráculo e identifica esta antiga pátria como a ilha de Creta (e não na Itália, a que na realidade aludia o vaticínio).
Em primeiro plano, Eneias ajoelhado e solenemente escuta o vaticínio de Apolo, cuja imagem com uma lira, um atributo típico do deus, repousa sobre um pódio alto. Mais para trás, no centro, Ânio, rei do lugar e sacerdote de Febo, oficia o rito. Ao seu lado está outro velho, provavelmente identificável como Anquises, um amigo antigo de Ânio. Ambos têm a cabeça coroada de louro, uma planta sagrada para o deus sol.

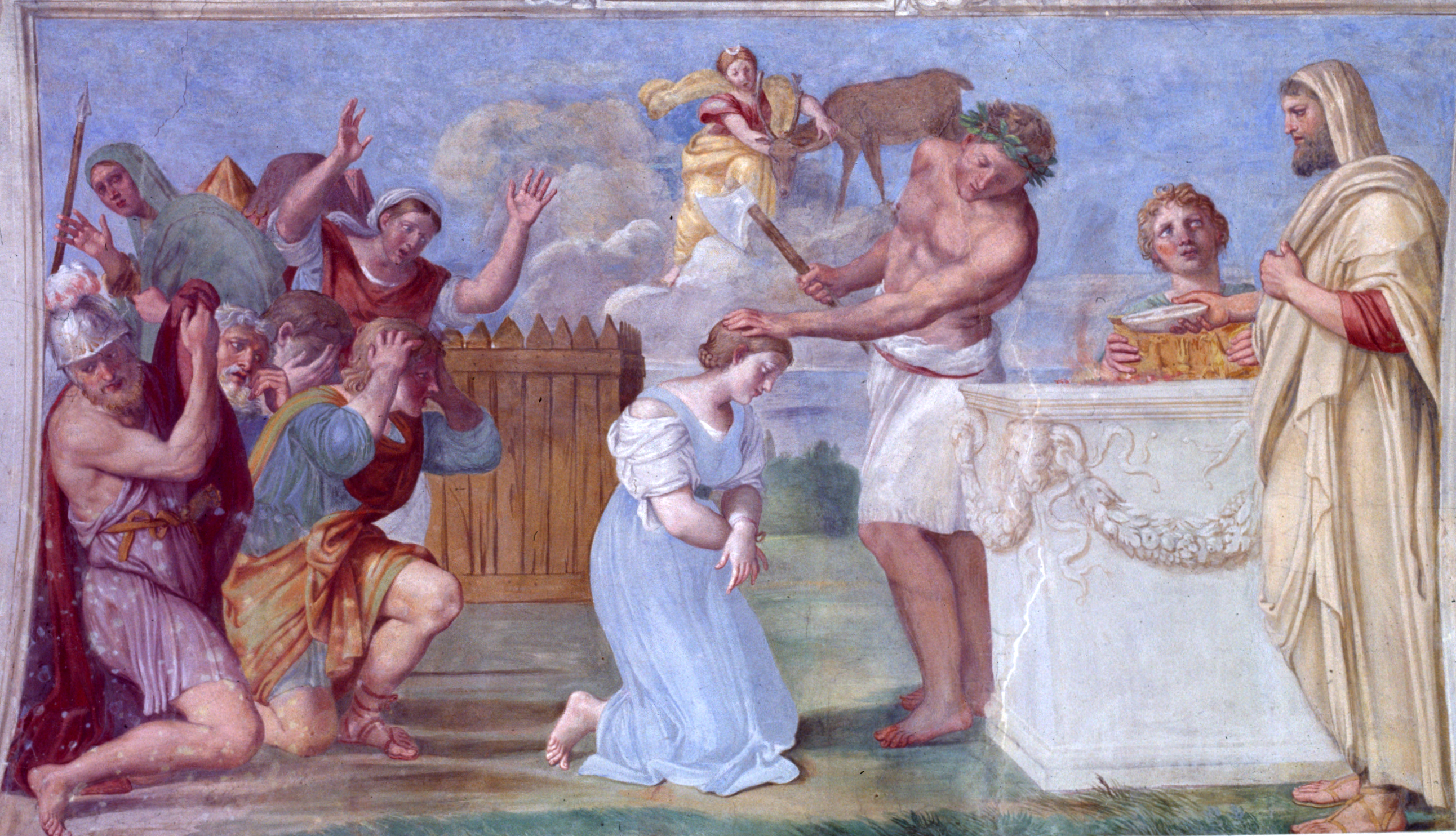
Sacrifício de Ifigenia (1609), de Domenichino, Palazzo Odescalchi-Giustiniani, Bassano Romano

Na cartela lê-se: «CÆLICOLVM REGI MACTANT IN LITTORE TAVRVM» ("Sacrifica um touro na praia para o alto rei dos Numis"). Neste caso, porém, o lema não corresponde ao que se observa no afresco. De fato, retoma o verso vergiliano: «Sacra Dionaeae matri divisque ferebam auspicibus coeptorum operum, supereque nitentem caelicolum regi mactabam in lore taurum» (III, 19-21). Verso que não se refere ao ritual em honra de Apolo representado no quadro, mas ao sacrifício anterior que Eneias havia celebrado assim que desembarcou na terra dos Trácios (e durante o qual ele havia descoberto o fim triste de Polidoro, filho de Príamo).
A discrepância entre imagem e texto talvez seja devido a um erro. No entanto, o conhecimento considerável da Eneida que em geral caracteriza as pinturas do Palazzo Fava (não só no friso dos Carracci, mas também nas outras salas vergilianas), poderá sugerir que o desalinhamento foi consciente, com a intenção de  referir Apolo com a denominação de caelicolum regi ("rei dos céus"), sublinhando assim o valor da profecia de Delo.
Uma reelaboração deste quadro encontra-se no Sacrifício de Ifigénia de Domenichino, num dos compartimentos do tecto da Sala de Diana do Palazzo Giustiniani-Odescalchi, em Bassano Romano, com afrescos de Zampieri de 1609.

### Sacrifício a Neptuno

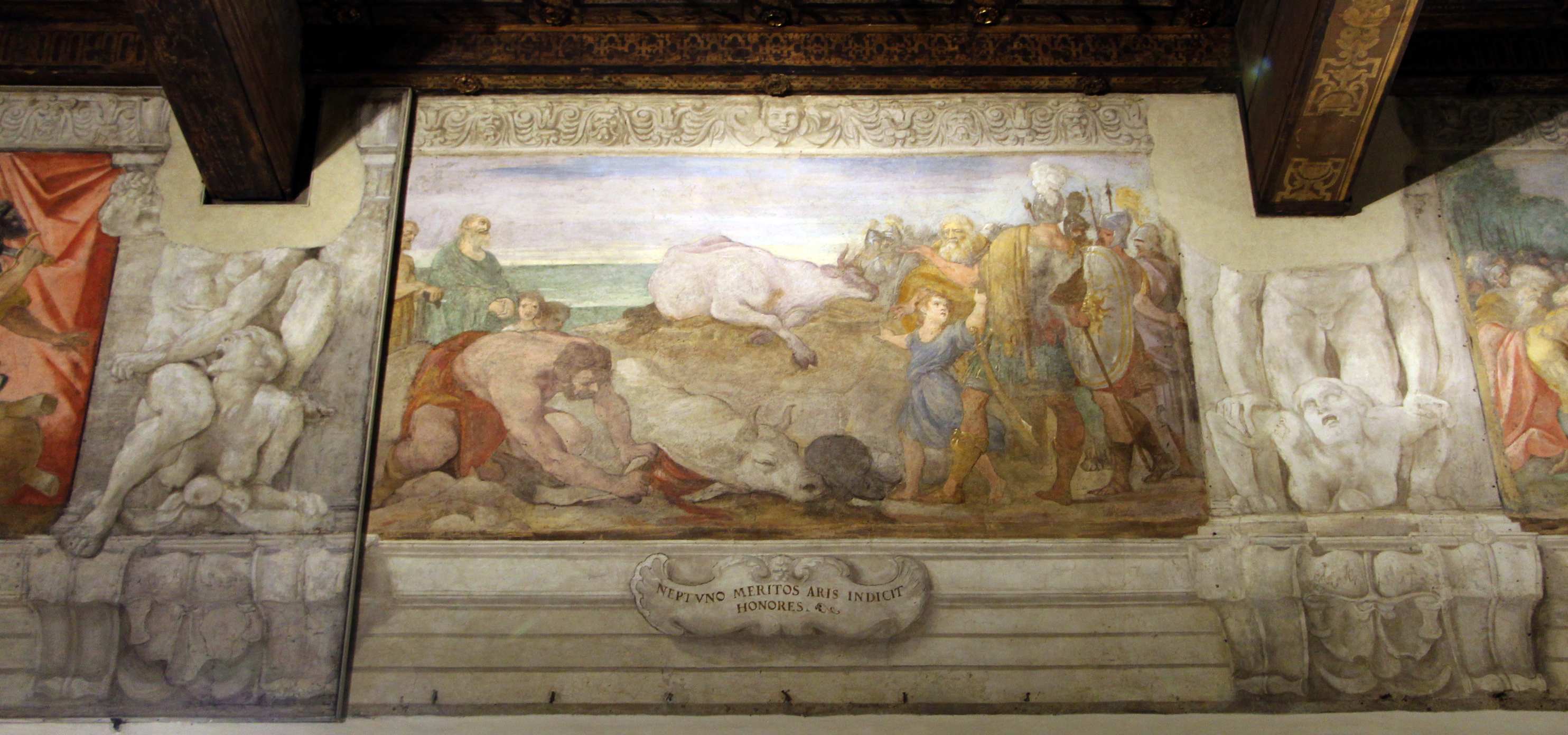
Sacrifício a Neptuno

Obtida a resposta de Apolo, os Troianos decidem imediatamente viajar para Creta (o destino que eles acreditavam ser o indicado pelo oráculo). Para propiciar um resultado positivo da viagem é celebrado o sacrifício de dois touros, um para Neptuno e outro para Apolo, uma ovelha negra para a Tempestade e uma ovelha branca para o Sereno.
A inscrição na cartela «NEPTVNO MERITOS ARIS INDICIT HONORES» ("No altar, as devidas honras a Netuno") resume os versos da Eneida (III, 117-119) que descrevem o ritual de sacrifício representado no afresco.
A maioria dos autores considera este quadro fruto da colaboração entre Ludovico, a que se acredita pertencer a parte direita da cena, e Annibale, responsável pela parte da esquerda.
De fato, a figura em primeiro plano à esquerda, empenhada a abater um dos touros, é considerada próxima da do ajudante da oficina que se vê em O Açougue do mais novo dos Carracci (ao centro, em baixo), neste caso a matar uma cabra.

### A mesa dos Troianos contaminada por harpias

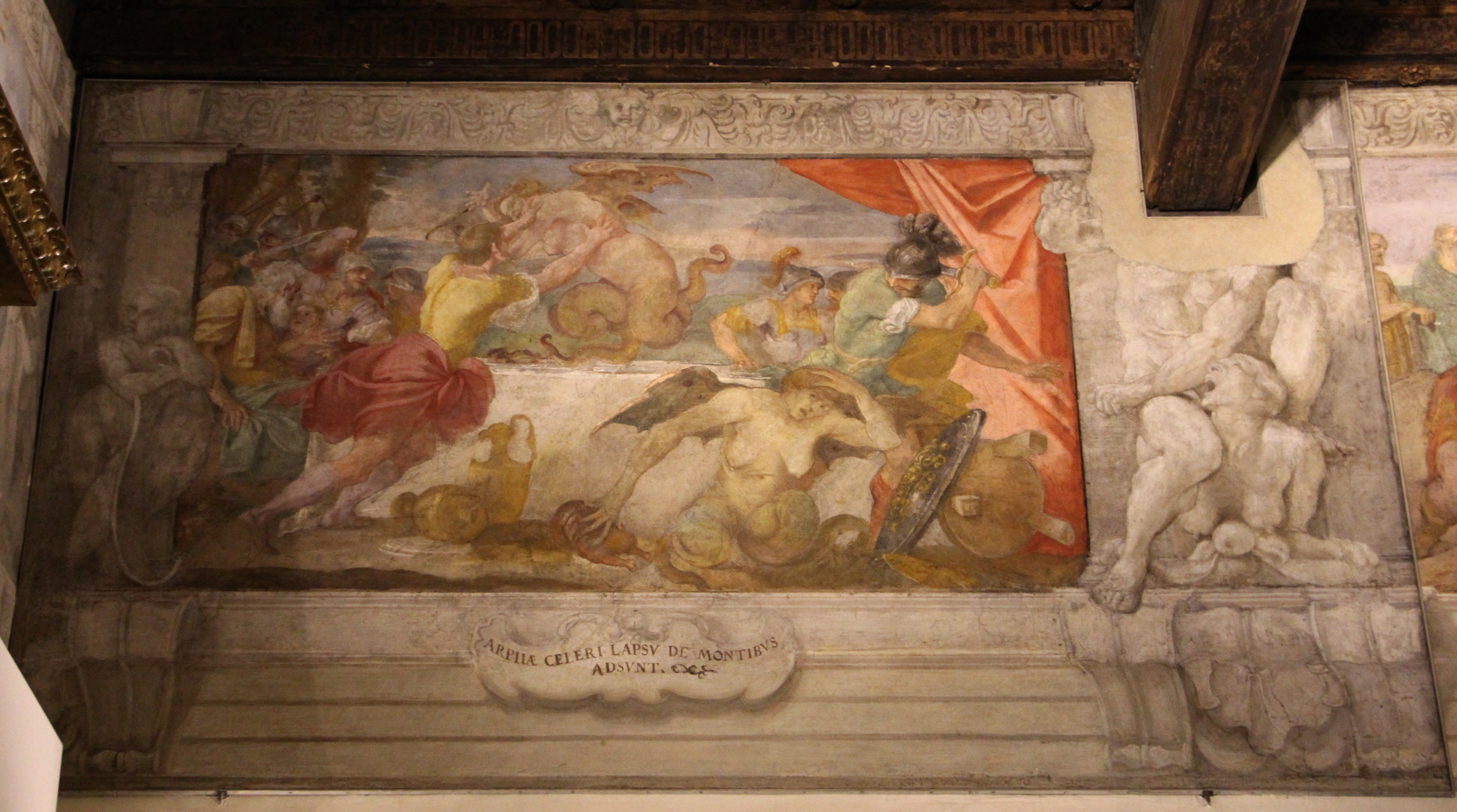
A mesa dos Troianos contaminada por harpias

Chegados a Creta, a ilha revela-se tudo menos a terra prometida. Afetados pela pestilência e por outras adversidades, os Troianos começam a duvidar que tenham entendido corretamente o oráculo de Delos. Precisamente nesta conjuntura, aparecem a Eneias em sonho os seus Penates que lhe dizem claramente que o objetivo a alcançar é a Itália.

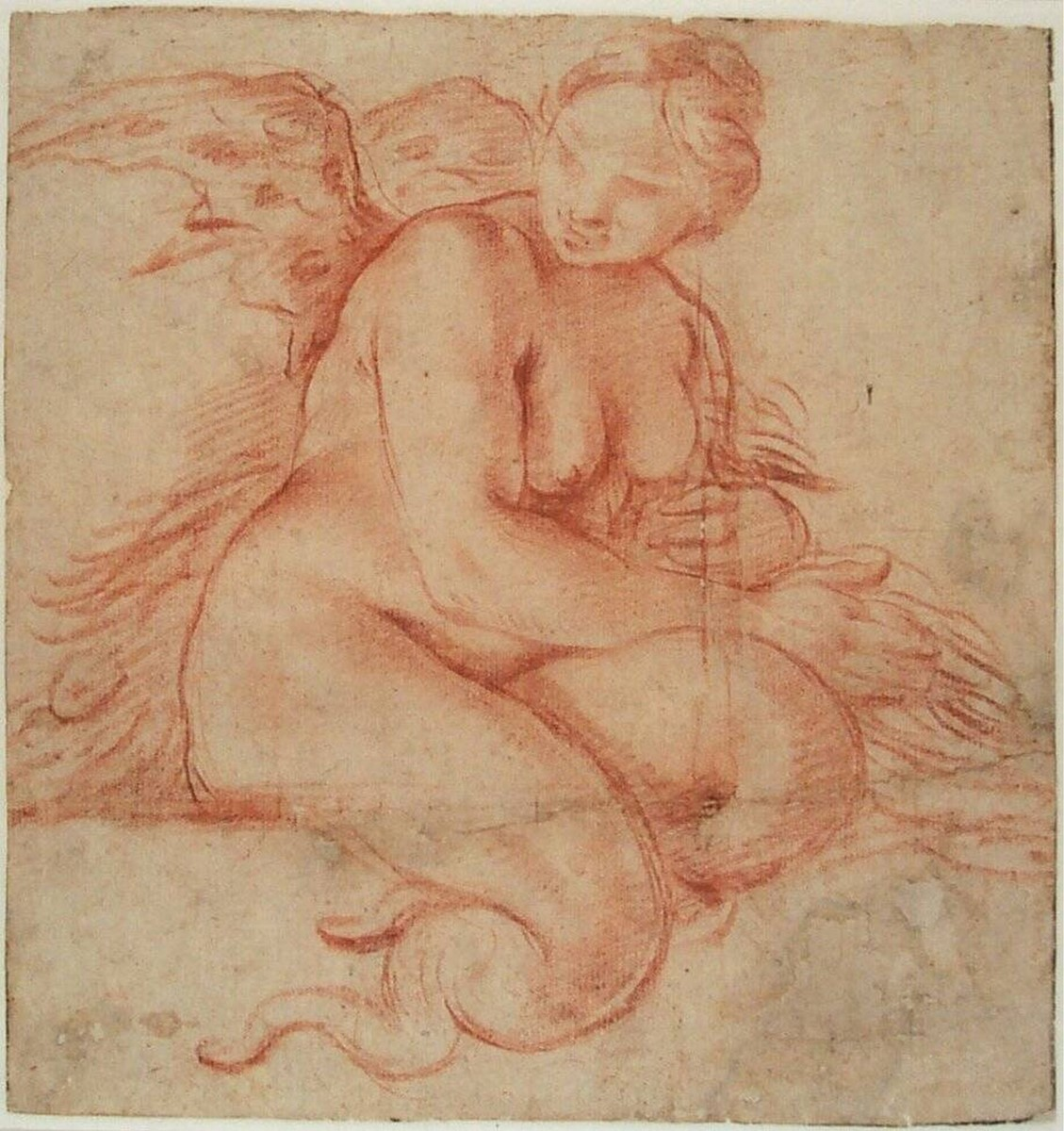
Estudo de uma harpia, de Ludovico Carracci, Museu Boijmans Van Beuningen, em Roterdão

Sem demora o filho de Vénus e os seus seguidores regressam ao mar novamente, mas são forçados por uma tempestade a fazer uma paragem na ilha Estrófades, a pátria das harpias. Assim que desembarcam, com fome, atacam os rebanhos das mesmas harpias e se alimentam deles. As terríveis mulheres-pássaros vingam-se atacando o banquete dos Troianos.
Na ocasião do segundo ataque das harpias, Eneias ordena aos seus para reagirem com armas, como se vê no afresco. As terríveis criaturas são assim postas em fuga, e então Celeno, a rainha delas, lança uma maldição aos Troianos: chegarão à Itália como os deuses querem, mas a jornada ainda será longa e cheia de dificuldade.
Este afresco é atribuído por Bellori a Annibale Carracci, conclusão confirmada em termos quase unânimes pela crítica moderna que tende a atribuir ao próprio Annibale também o grupo de "atlantes" à direita da pintura. Não é de excluir, no entanto, uma colaboração de Ludovico, com base no desenho de uma harpia considerada com dúvida como preparatória desta composição e largamente atribuída ao mais velho dos Carracci.
A legenda da cartela é: «ARPIÆ CELERI LAPSV DE MONTIBVS ADSVNT» ("Com vôo rápido as harpias chegam das montanhas")

### Eneias avista Itália

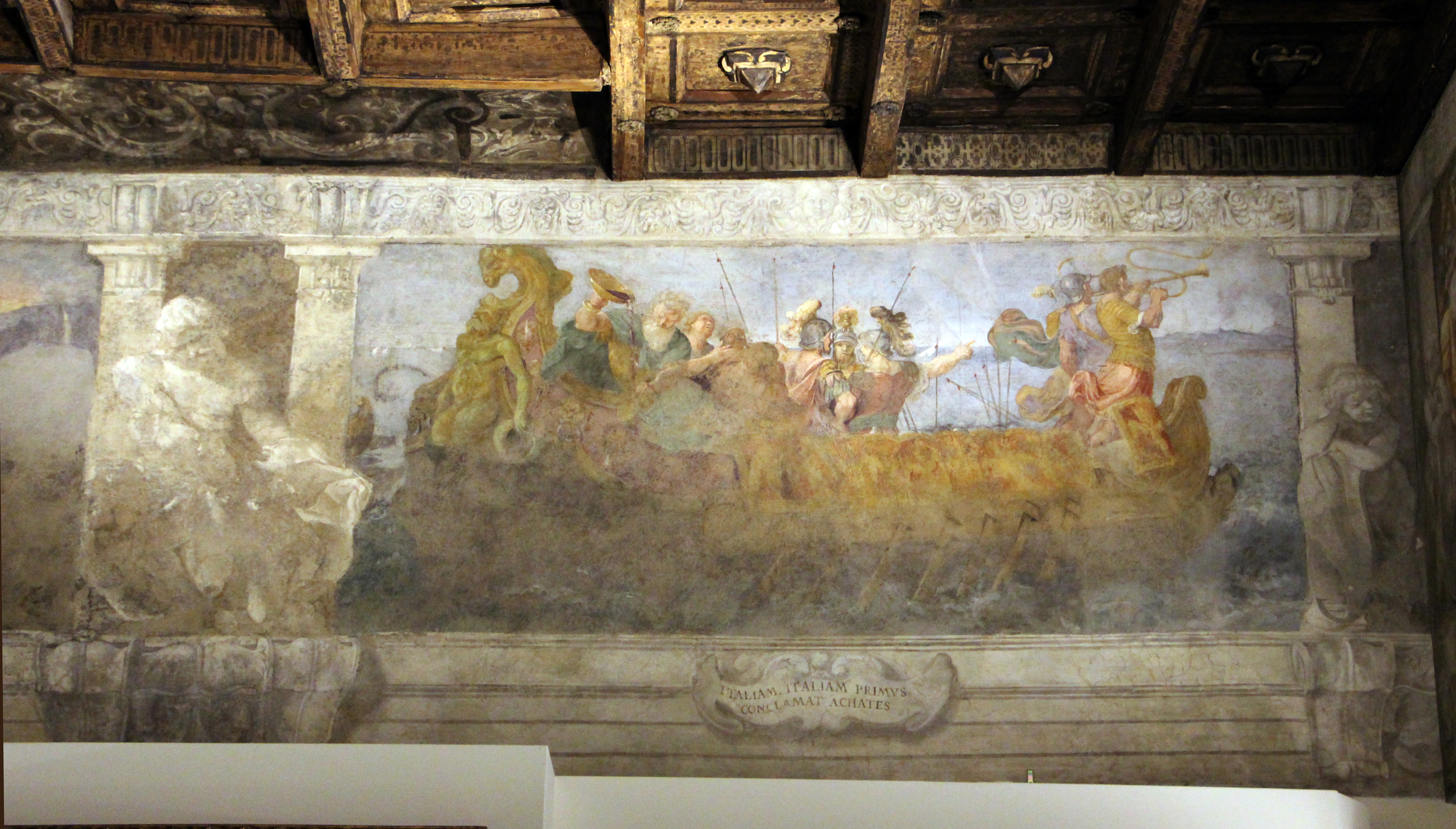
Eneias avista Itália

Deixando de lado vários eventos que ocorreram após o abandono da Estrófades, neste afresco é representado o primeiro avistamento da costa italiana. No navio há uma clara satisfação: na proa dois marinheiros saúdam o evento soprando as trombetas, enquanto na popa Anquises derrama no mar um pouco de vinho de uma pátera como sinal de boa sorte.
É um dos episódios (como o de Polifemo que o segue imediatamente na mesma parede curta) pior preservado de todo o friso: a parte inferior do quadrão e em particular a decoração do navio está agora largamente comprometida.
Apesar do estado de conservação extremamente precário, Donald Posner (um estudioso americano e um dos maiores conhecedores da arte de Annibale) propôs com dúvida a atribuição da penúltima cena do friso ao mais jovem dos Carracci.
«ITALIAM, ITALIAM PRIMVS CONCLAMAT ACHATES» ("Itália!, Itália! Acate foi o primeiro a gritar"), lê-se na cartela, que também neste caso cita literalmente um verso de Vergílio (III, 524).

### Polifemo ataca a frota dos Troianos

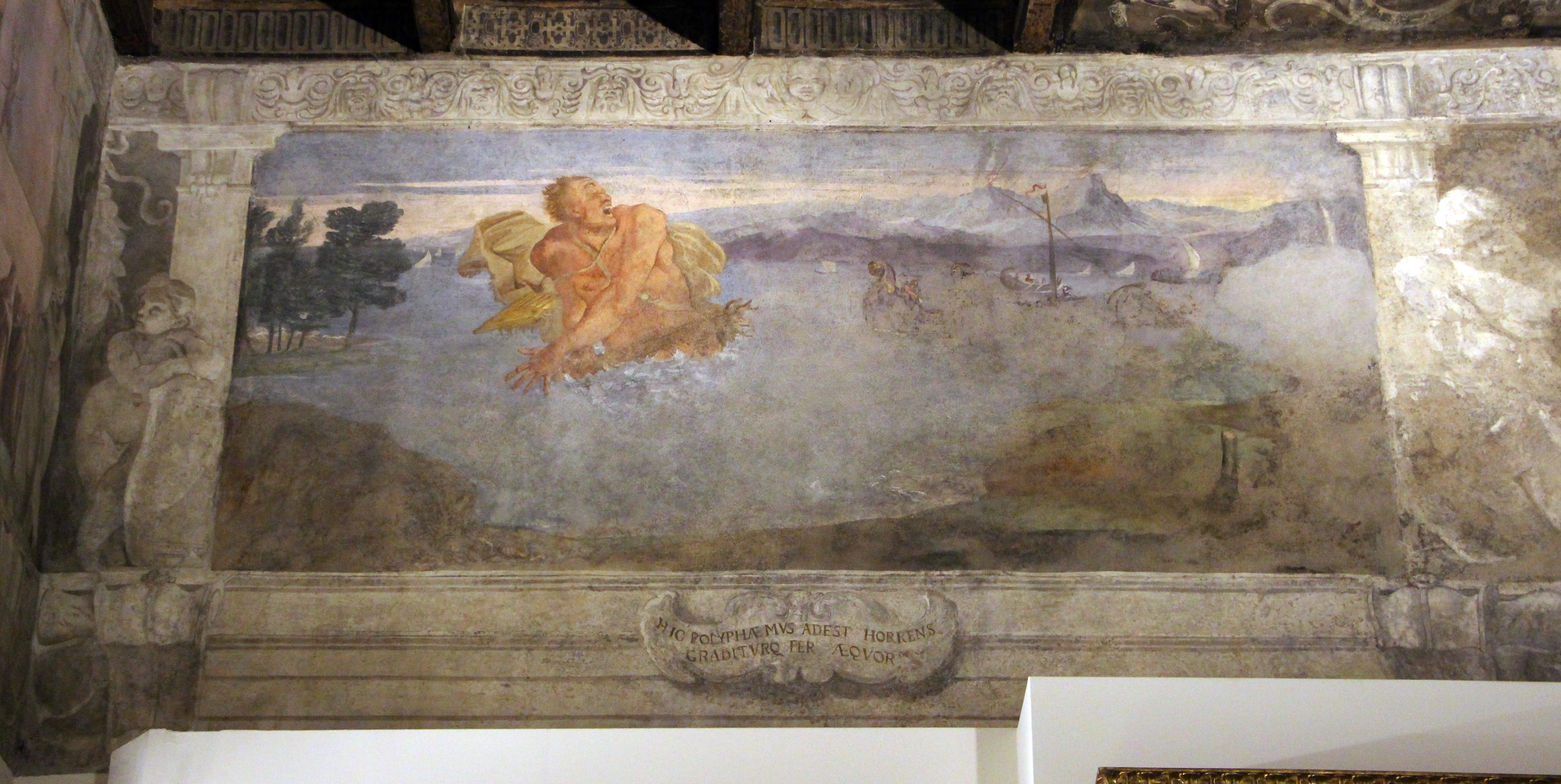
Polifemo ataca a frota dos Troianos

Eneias e os seus param na Sicília perto do Etna. Ali encontram um companheiro de Ulisses que havia ficado naquela terra por conta própria, Ulisses que havia escapado depois de ter cegado o ciclope Polifemo. Ele adverte os Troianos do grave perigo representado pelos Ciclopes e exorta-os a deixar aqueles lugares.

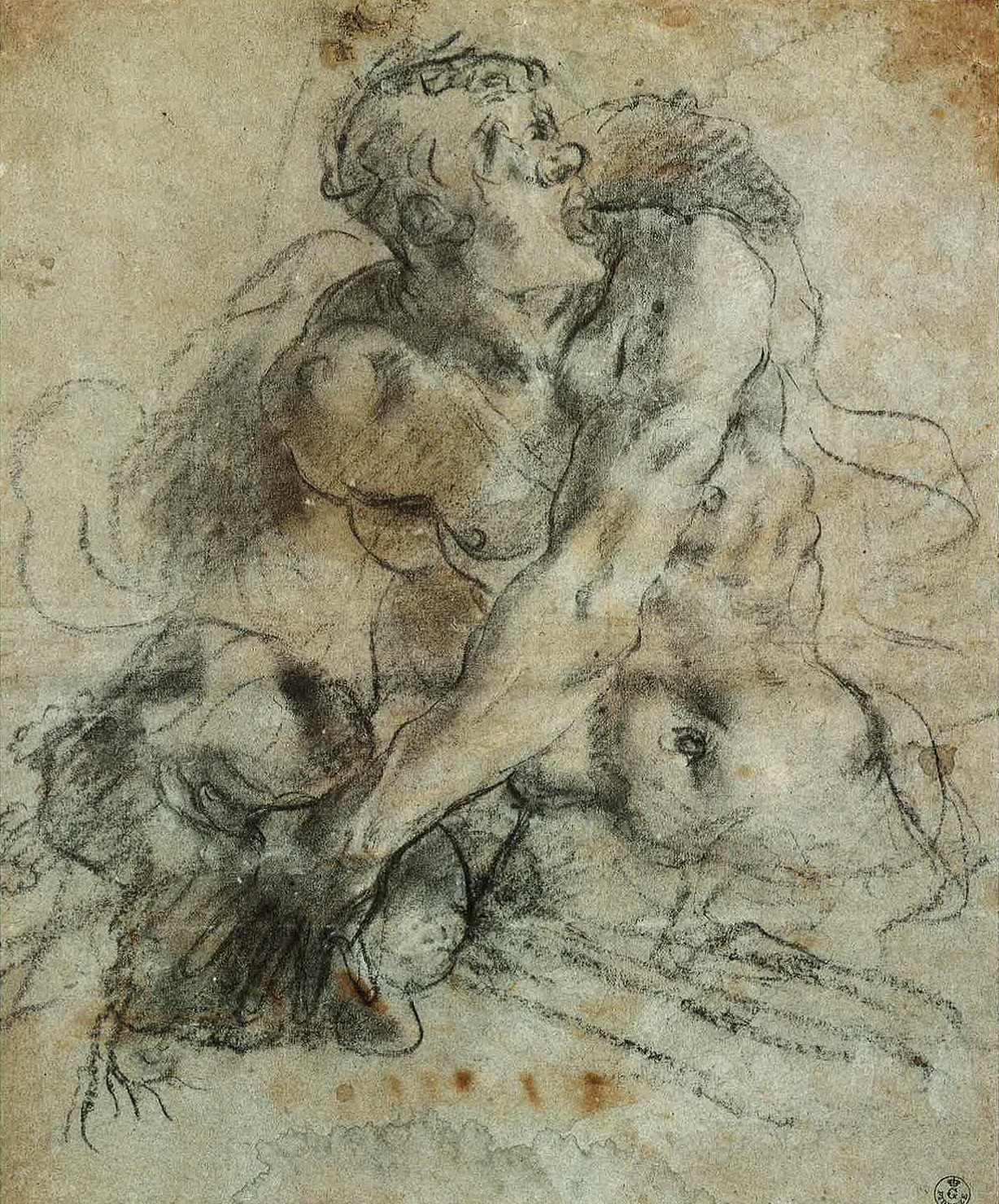
O estudo dos Uffizi

Precisamente nisto, aproxima-se Polifemo que agora está cego e usa como bastão um pinheiro. O gigante mergulha na água e os troianos, aterrorizados, erguem as âncoras para abandonar rapidamente a inóspita praia. Sentindo o barulho dos remos nas ondas, Polifemo percebe o que está acontecendo, mas a frota de Eneias já está a uma distância segura. O Ciclope não pode fazer nada além de emitir um grito de raiva enquanto os troianos escapam.

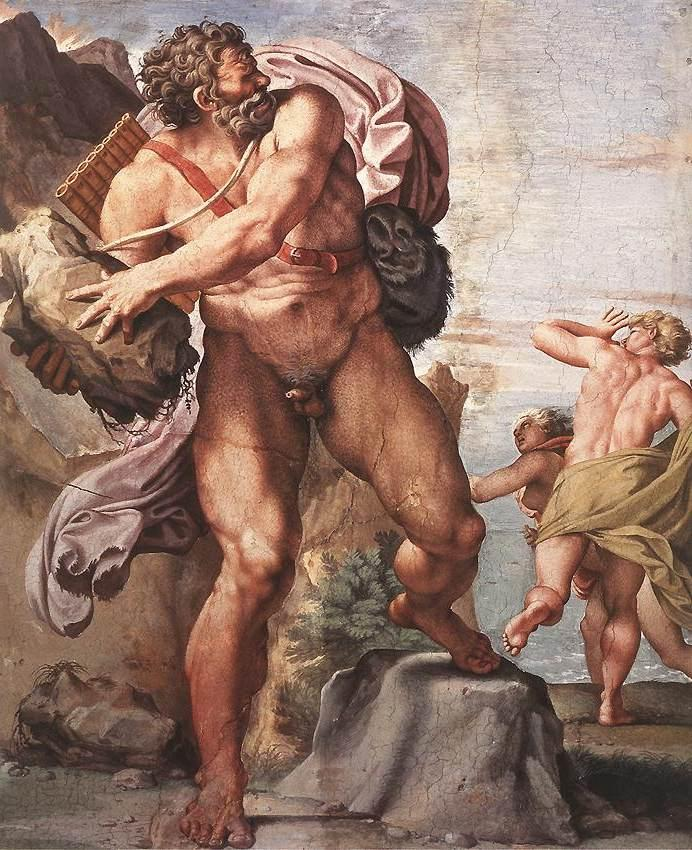
Polifemo e Ácis, afresco na Galeria Farnese

No afresco, a ameaça de Polifemo é acentuada pelo gesto de brandir o pinheiro que parece quase ser arremessado em direção aos navios em fuga (um detalhe que não figura no conto vergiliano), como sugere a torção do Ciclope.
Também neste caso, como no quadro que descreve o confronto com as harpias, foi Bellori quem primeiro atribuiu o afresco a Annibale, atribuição compartilhada e também confirmada pelo desenho preparatório para a figura de Polifemo preservado nos Uffizi e que parece certo pertencer ao mais novo dos Carracci.
Este desenho foi entendido primeiramente como um estudo preparatório da cena Galleria Farnese com Polifemo a matar Ácis. É perceptível a proximidade entre as duas representações do gigante, em ambos os casos caracterizada por uma acentuada torção do tronco. O que sugere que para o afresco do Palazzo Farnese o pintor se inspirou nesta sua obra bolonhesa anterior.
Como para os outros quadros do friso de Eneias devidos ao mais novo dos Carracci, também neste caso surge um notável pedaço de paisagem no fundo da composição. A visão distante de árvores e montanhas, entre as quais o Etna, ajuda a intuir o enorme tamanho do Ciclope.
Na cartela subjacente da pintura está escrito: «HIC POLYPHÆMVS ADEST HORRENS GRADITVRQ[VE] PER ÆQVOR»  ("Aqui aparece o gigante Polifemo, que avança pelas águas").

### Atlantes

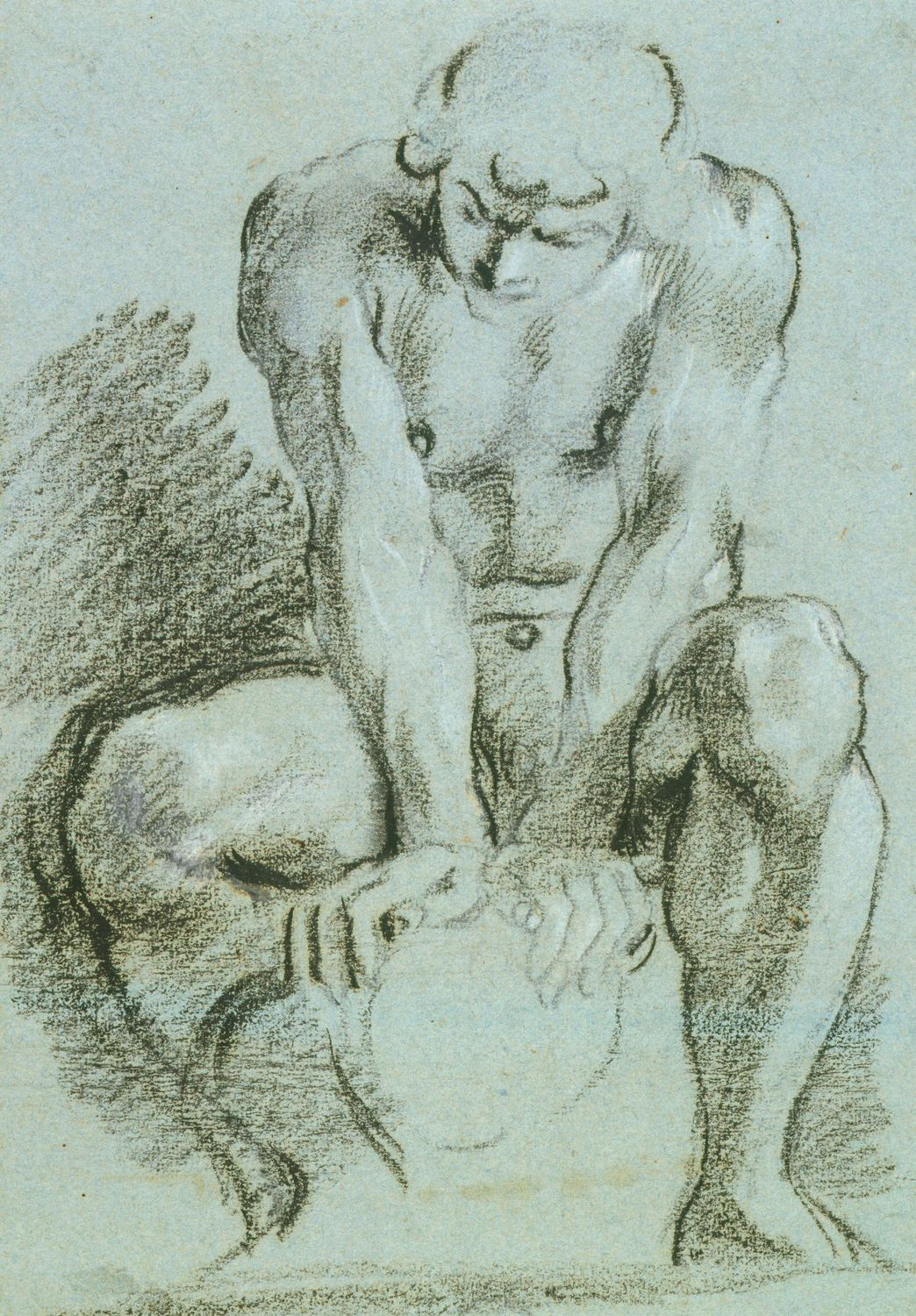
Studio di guerriero nudo che sottomette un'arpia, de Ludovico Carracci, Royal Collection, no Windsor Castle

Como já se pode ver nas divindades que intercalam as Histórias de Jasão e Medeia que foi a estreia dos Carracci na grande decoração mural, também nestas Histórias de Eneias os falsos atlantes pintados que separam os episódios narrativos não desempenham uma mera função de divisória, mas, ao mesmo tempo, são um elemento da história representada e têm uma função ilusionista fundamental, devido à representação escultural realista que os caracteriza.
Na sala de Eneias do Palazzo Fava pode-se ver uma notável criatividade nas variantes do mesmo tema, que é um guerreiro a submeter uma monstruosa harpia, reproduzida de muitos modos diferentes, mas produzindo sempre uma forte carga emocional.

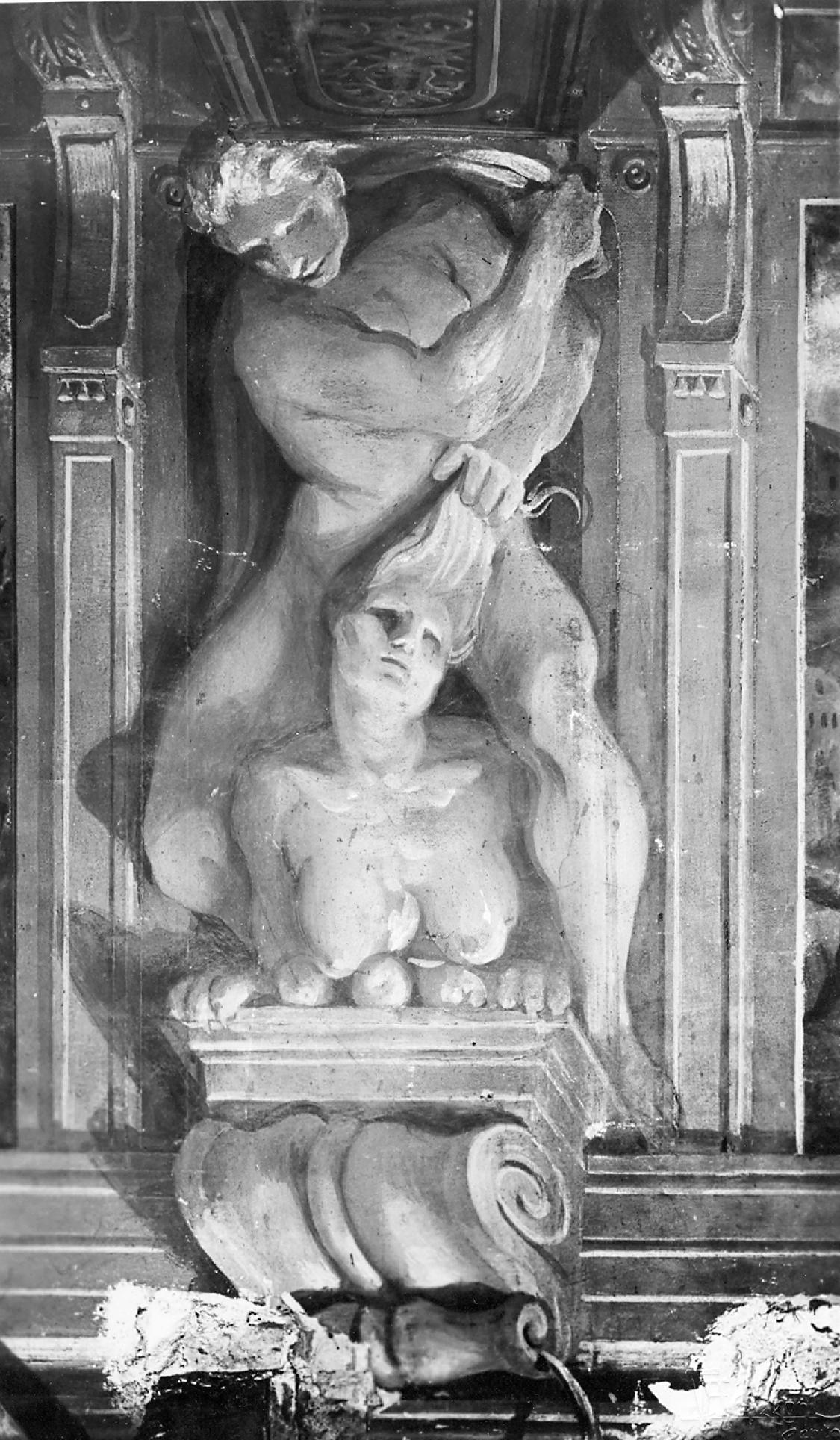
Atlante das Histórias de Provenco (c. 1614), de Guercino, Palazzo Benazzi (Cento)

A eficácia destes grupos é evidenciada, em primeiro lugar, pela recuperação literal por Guercino, que os usou com a mesma função, nas suas Histórias de Provenco, criadas em Cento, por volta de 1614, para a residência da família Provenzali.
Dos guerreiros e harpias em luta do Palazzo Fava existem vários desenhos que foram desenhados a partir deles (no passado considerados por alguns como estudos preparatórios autógrafos, mas no presente na maior parte considerados como cópias retiradas dos afrescos) incluindo um notável conjunto de azulejos do século XVIII feito pelos mestres portugueses António e Policarpo de Oliveira Bernardes para a Igreja da Misericórdia em Viana do Castelo.
Provavelmente concebido por Ludovico Carracci, como sugerido pelo estudo do Castelo de Windsor, Malvasia também atribui a execução dos atlantes do friso de Eneias, tal como as divindades já mencionadas do salão de Jasão, a Agostino Carracci. O biógrafo bolonhês baseia-se essencialmente no fato de o monocromático destes elementos ser mais usual a Agostinho, na época já especialista em gravura, mais versado que os seus primo e irmão na representação tridimensional baseada apenas no claro-escuro e sem cor.
A tese de Malvasia é talvez excessiva, pois pelo menos um dos grupos de "atlantes" é amplamente aceite como trabalho de Annibale. Trata-se do "atlante" à direita da luta entre troianos e harpias (tal como o quadro narrativo que é quase unanimemente atribuído ao mais novo dos Carracci), da qual existe ainda um raro documento fotográfico que mostra o grupo ainda intacto (antes dos atlantes das paredes mais largas terem sido semi-destruídos devido à reconstrução das vigas do teto).
Os atlantes das Histórias de Eneias despertaram a atenção de  Goethe que os descreveu no seu Escritos sobre Arte e Literatura (1772-1827), mas julgando-os de um modo que não é propriamente laudatória.

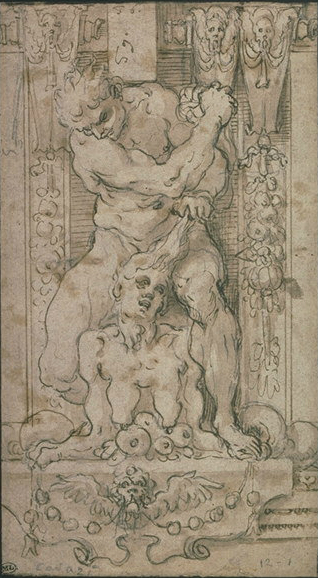
Anónimo, século XVII, Louvre
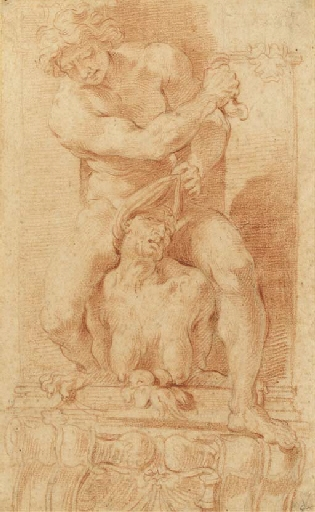
Anónimo, século XVII, colecção privada
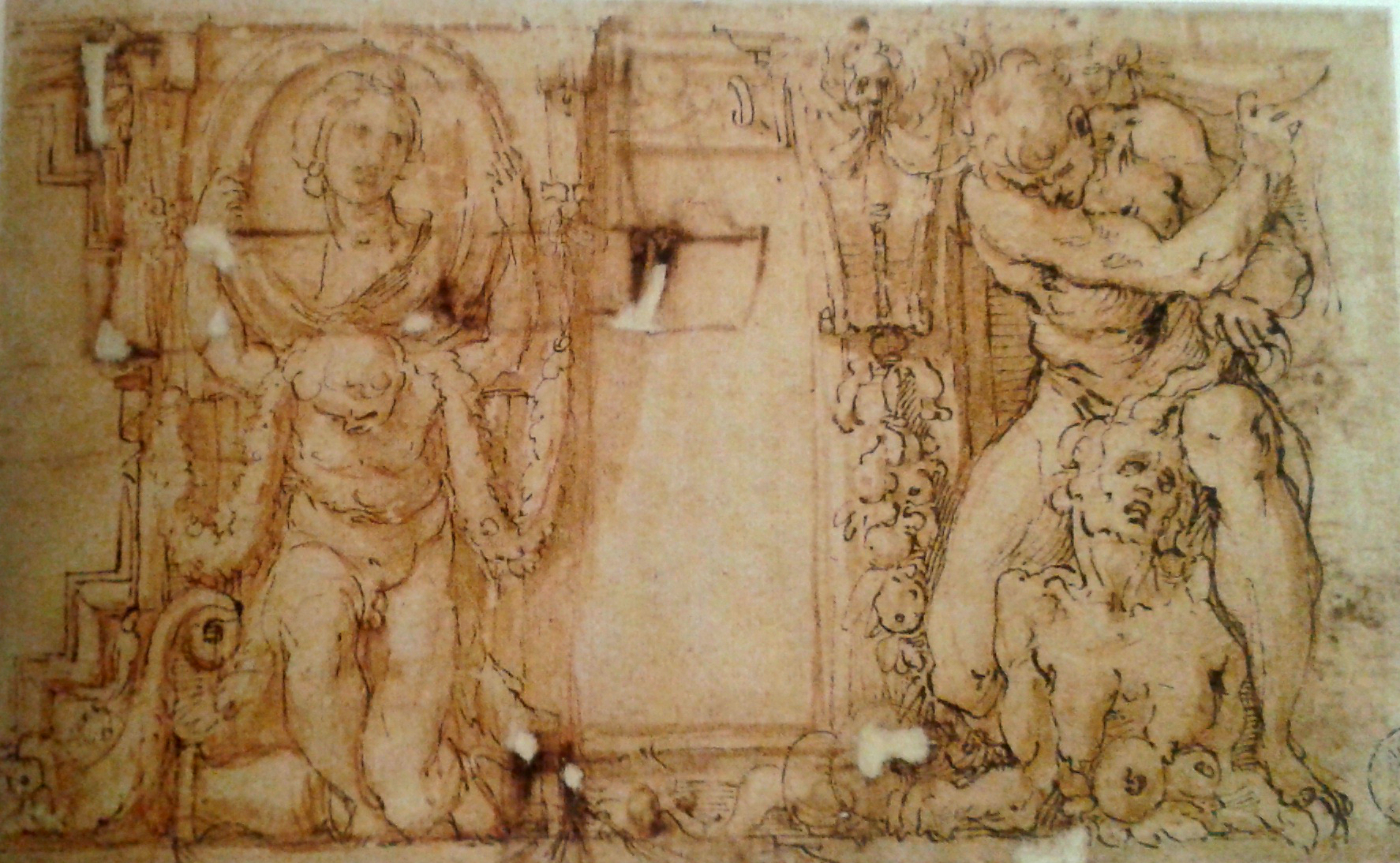
Anónimo, século XVII, Pinacoteca Nacional de Bolonha
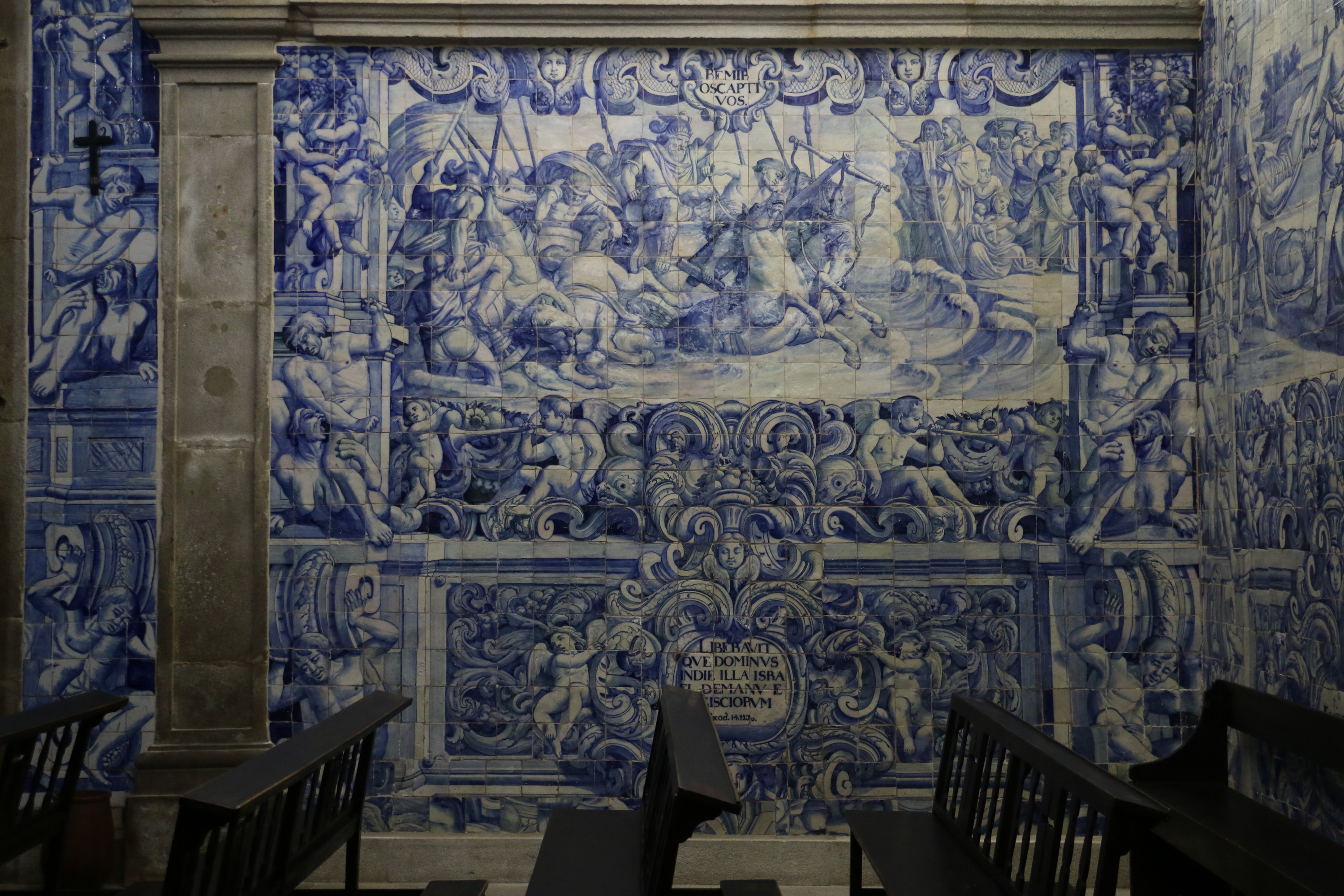
Antonio e Policarpo de Oliveira Bernardes, século XVIII, Igreja da Misericordia, Viana do Castelo
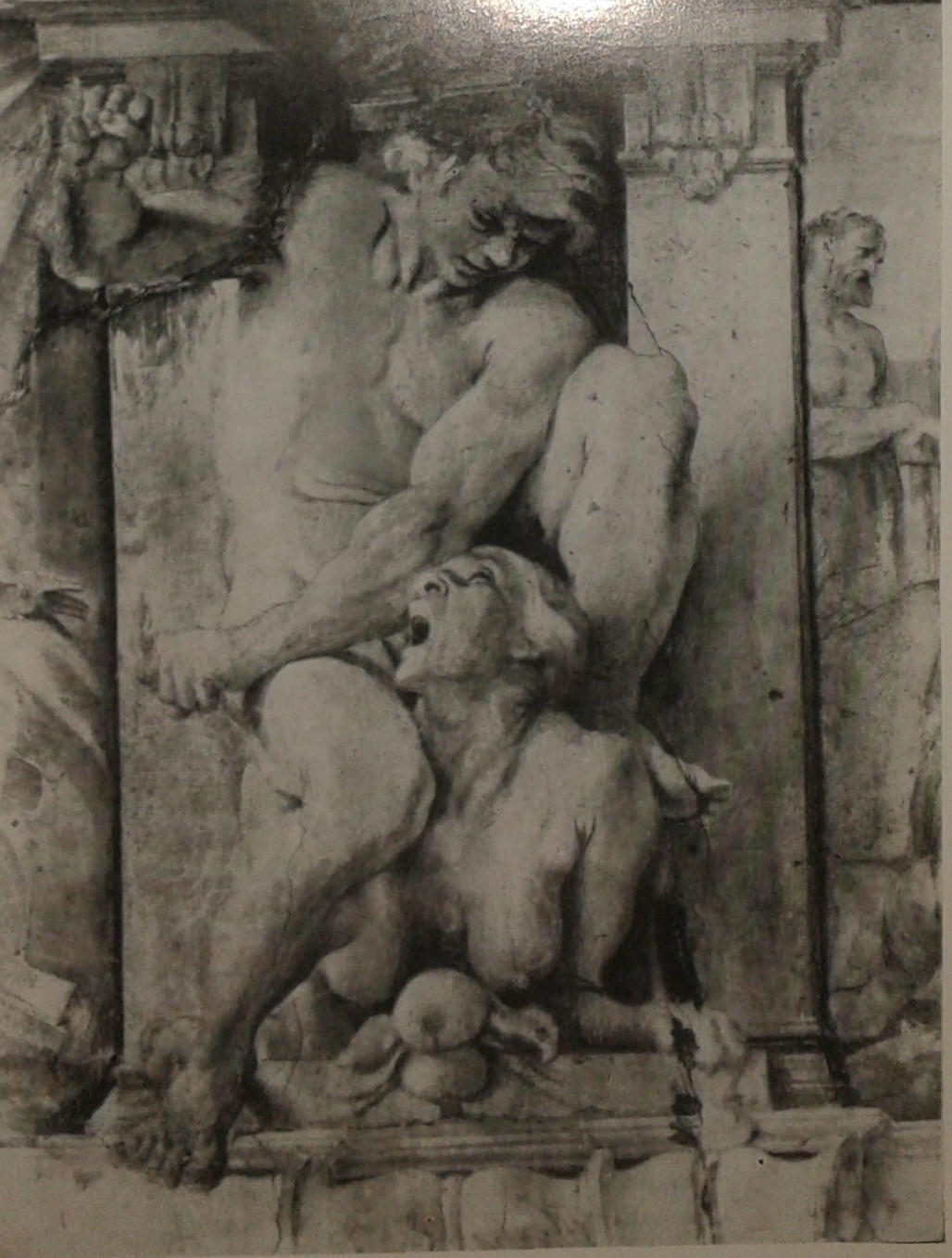
O atlante atribuído a Annibale (antes da sua destruição parcial)

## O estilo

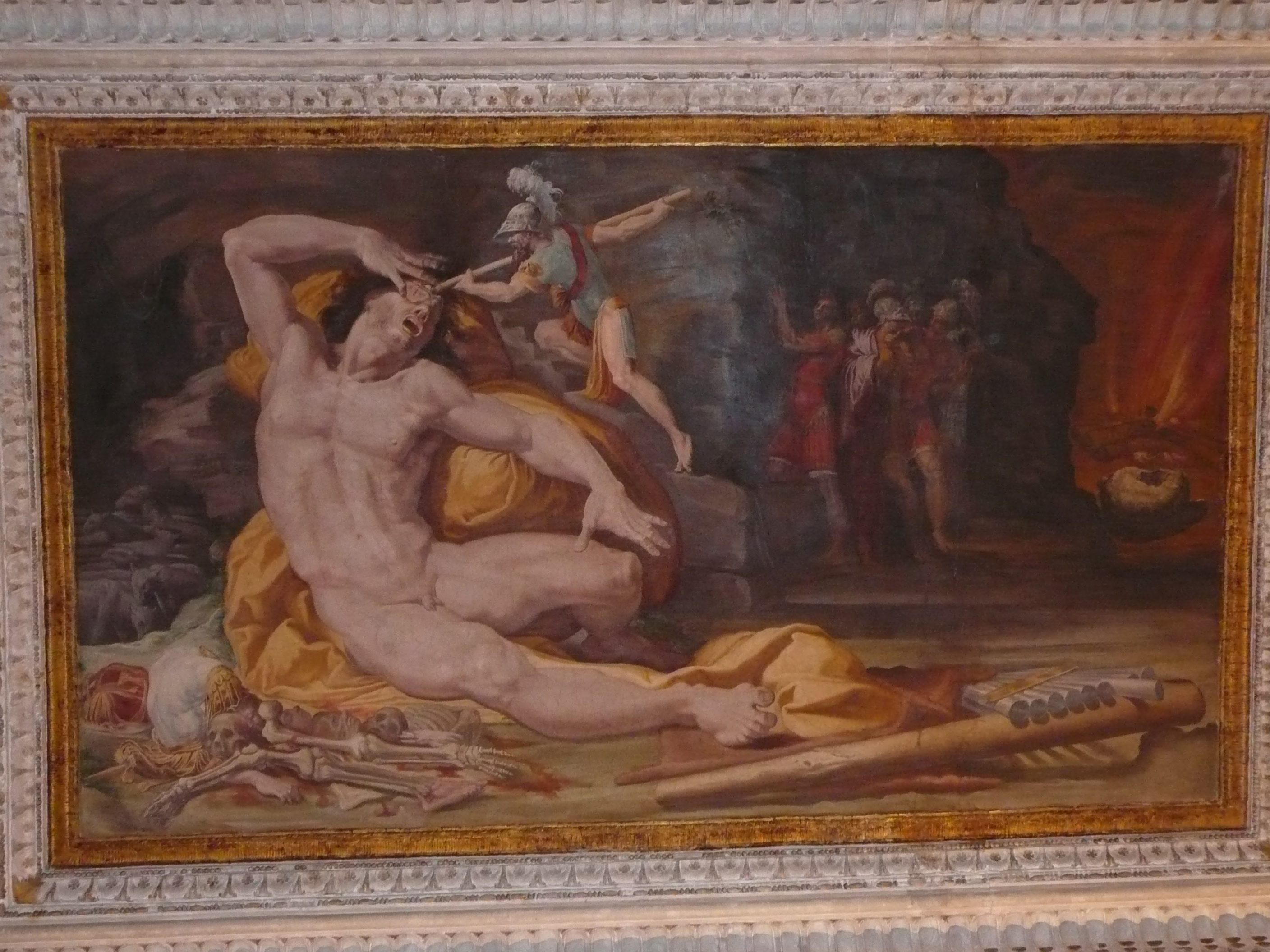
Ulisses cega Polifemo (c. 1550), de Pellegrino Tibaldi, cena principal das Histórias de Ulisses, Palazzo Poggi, Bologna

Foi precisamente a análise do estilo que, em primeiro lugar, levou uma grande parte da comunidade científica a rejeitar o relato de Malvasia que afirmou que as Histórias de Eneias foram realizadas imediatamente após os empreendimentos decorativos anteriores no Palazzo Fava.
A comparação com os outros ciclos de afrescos, e em particular com o mais relevante deles, as Histórias de Jasão e Medeia, mostra uma maior maturidade artística que necessariamente coloca a última obra criada para o Conde Fava alguns anos mais tarde (embora com todas a incerteza quanto ao tempo que medeia entre as duas obras).
No ciclo de Jasão, de fato, existem imperfeições típicas de uma obra de estreia: as cenas são mais pequenas e em alguns casos sobrepovoadas de figuras a ponto de, às vezes, visto de baixo, não ficar muito claro o que é representado na pintura.
As Histórias de Eneias, em vez disso, têm um sistema decididamente monumental: as cenas são maiores, os protagonistas que estão nele geralmente são poucos e a ação é sempre claramente compreensível.
Também a construção das figuras é muito diferente, aqui caracterizada por uma solidez das massas que não é percebida nos afrescos da juventude. Os corpos dos protagonistas são caracterizados por uma pronunciada massa muscular frequentemente representados na tensão do movimento, como nas cenas de luta.
Esta viragem estilística foi considerada o fruto da reflexão dos Carracci, e especialmente de Ludovico, o principal arquiteto das Histórias de Eneias, sobre o exemplo local de Pellegrino Tibaldi e em particular de uma de suas principais obras, ou seja, os afrescos das Histórias de Ulisses pintadas no Palazzo Poggi em meados do século XVI. Empreendimento que por sua vez se refere à revolução pictórica inaugurada por Michelangelo na Capela Sistina que Tibaldi, ativo em Roma durante alguns anos, contribuiu para difundir sobretudo em Bolonha.